# Olorotitan arharensis
Olorotitan arharensis is een lambeosaurine hadrosauriër behorend tot de ornithopode dinosauriërs. De enige soort, en eveneens de typesoort van het geslacht Olorotitan, is Olorotitan arharensis Godefroit, Bolotsky & Alifanov 2003. Fossielen werden gevonden in een bonebed in het Midden- of Bovenste-Maastrichtiaan (Boven-Krijt) van de Udurchukan Formatie van Kundur (Tsagayan Groep) in het zuiden van het gebied van de Amoerrivier (Oblast Amoer, Arhara County) in het Russische Verre Oosten (het sedimentair bekken Zeya−Bureya). Zij hebben een ouderdom van ongeveer 72 tot 69 miljoen jaar.

## Vondst en naamgeving
De genusnaam Olorotitan, een combinatie van het Latijn olor, "zwaan" en Titaan, betekent "gigantische zwaan" en verwijst naar de uitzonderlijk lange, uit achttien halswervels bestaande nek. De soortaanduiding "arharensis" beschrijft de locatie van de vindplaats, namelijk Arhara County.
Het holotype (AEHM 2/845) is een onvolledig skelet en is het meest volledige skelet van een dinosauriër dat ooit in Rusland ontdekt werd. Het is ook het meest volledige en best gefossiliseerde specimen van een lambeosaurine hadrosauride dat buiten westelijk Noord-Amerika gevonden werd. Ook meer fragmentarische, kleinere skeletten en afzonderlijke beenderen, die mogelijk aan Olorotitan arharensis kunnen toegewezen worden, werden te Kundur ontdekt. De paleosite werd in 1990 door Vladimir A. Nagornyi (Far Eastern Institute of Mineral Resources, Blagoveschensk, Rusland) ontdekt tijdens het verzamelen van fossiele beenderen langs de Chita−Khabarovsk autostrade nabij het dorp Kundur. Hij zond zijn vondsten onmiddellijk naar het Institute of Geology and Research Exploration te Blagoveschensk. In 1999 werd gestart met grootschalige opgravingen in een bonebed met een oppervlakte van minstens 1.000 m², en in 2001 was het holotype volledig uit de matrix vrijgemaakt.

## Ouderdom van de vindplaats

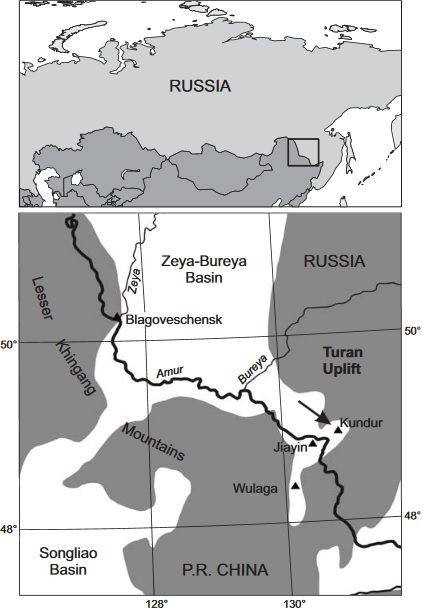
Kaart van het Amur−Heilongjiang-gebied in het Russische Verre Oosten met aanduiding van vier bonebeds met overwegend lambeosaurine hadrosauriden (driehoekjes) en van de vindplaats met Olorotitan arharensis (pijl) te Kundur.

Men is het oneens over de ouderdom van de vindplaats. Kundur maakt deel uit van de Wodehouseia spinata/Aquilapollenites subtilis palynozone en werd door Markevich en Bugdaeva gedateerd als Vroeg-Maastrichtiaan. Deze datering is gebaseerd op vergelijkingen met palynologische thanatocoenosen in aanpalende sedimentaire bekkens. Een thanatocoenose is een verzameling dode (fossiele) organismen die tezamen aangetroffen worden en die tijdens hun leven deel uitmaakten van een levensgemeenschap in een ecosysteem en onderling interacties hadden. Ingrijpende veranderingen in de flora en het daarmee verband houdende, graduele uitsterven van de dinosauriërs in het Russische Verre Oosten vonden volgens Bugdaeva en Markevich plaats op de overgang Midden/Boven-Maastrichtiaan. Maar Godefroit et al., Van Itterbeeck et al., en Nichols en Johnson merkten op dat de palynoflora (fossiele pollen en sporen in een levensgemeenschap) van Kundur, die door Markevich and Bugdaeva beschreven werd, op die van de Wodehouseia spinata palynozone van de Verenigde Staten lijkt, die Laat-Maastrichtiaan van ouderdom is. Volgens Godefroit betekent de aanwezigheid van deze palynomorfen in de Udurchukanformatie dat de paleofauna van Kundur even oud is als de paleofauna's van de Lance Creek-formatie (Laat-Maastrichtiaan) in de Amerikaanse staat Wyoming en van de Hell Creek-formatie (Laat-Maastrichtiaan) in de Amerikaanse staat Montana en delen van North Dakota, South Dakota en Wyoming. Godefroit is dus van mening dat de Udurchukanformatie en de Yuliangzeformatie uit het Laat-Maastrichtiaan dateren, en dat de florawisseling en het uitsterven van de dinosauriërs in het Russische Verre Oosten plaatsvonden op de overgang Laat-Maastrichtiaan/Onder-Paleoceen in plaats van op de overgang Midden/Boven Maastrichtiaan. Nog niet ontdekte onafhankelijke geochronologische, paleontologische en magnetostratigrafische indicatoren in de afzettingen van het Maastrichtiaan van het Amur−Heilongjiang-gebied kunnen uitsluitsel geven over de exacte ouderdom van de vindplaats te Kundur.
De paleofauna van Kundur heeft een kleine biodiversiteit. Buiten de hadrosauride dinosauriërs Olorotitan arharensis en Kundurosaurus nagornyi Godefroit, Bolotsky & Lauters (2012) (familie Saurolophidae, onderfamilie Saurolophinae, geslachtengroep Edmontosaurini), vond men afzonderlijke tanden en beenderen van Theropoda en van Nodosauridae, fragmenten van een schildpad (Testudines, Testudinoidea, Lindholmemydidae) en tanden van krokodillen. In 2010 beschreven Alifanov en Bolotsky een afzonderlijke tand en enkele losse wervels uit de staartbasis die zij aan een nieuw genus Sauropoda toeschreven, Arkharavia heterocoelica Alifanov & Bolotsky 2010, maar mogelijk zijn deze wervels van hadrosauriden afkomstig. In 2002 beschreven Averianov et al. uit Kundur de eerste multituberculaat die in Rusland gevonden werd.
Buiten Kundur werden in het Amur−Heilongjiang-gebied nog drie locaties ontdekt, met voornamelijk hadrosaurine hadrosauriërs. Te Jiayin en Wulaga in de Yuliangze-formatie in het noorden van de Chinese provincie Heilongjiang, en te Blagoveschensk in de Udurchukanformatie van het zuidelijke Amurgebied (Rusland). Alle vier de vindplaatsen liggen in het zuidoosten van het sedimentair bekken Zeya−Bureya, dicht bij de rand van het aanpalende Khingang- en Turangebergte. Het zijn bonebeds die zich over meerdere honderden vierkante meter uitstrekken en in alle vier wordt de paleofauna gedomineerd door lambeosaurine hadrosauriden, maar hadrosaurine hadrosauriden (hadrosauriden zonder of met solide schedelkammen) zijn ook vertegenwoordigd.

## Geologie en sedimentologie
Van Itterbeeck et al. en Bugdaeva et al. hebben de sedimentologie van Kundur uitvoerig beschreven. De dikte van het bonebed overschrijdt nergens de anderhalve meter, maar de oppervlakte bedraagt minstens 1.000 m². De fossielhoudende lagen bestaan uit een modderige matrix met verspreid voorkomende, heel grofkorrelige zandkorrels en keien met een grootte van minder dan twee cm, en kunnen omschreven worden als een klastarme diamicten. De kleien zijn vooral smectisch en bevatten wat illiet en kaoliniet. De mengeling van grof en fijn materiaal is typisch voor afzettingen die gevormd worden op hellingen onder invloed van de zwaartekracht (afglijden). Ze hebben de karakteristieken van zowel modderstromen en puinstromen als van afzettingen met een zeer grote dichtheid. Een puinstroom is een snelle stroom van puin van uiteenlopende oorsprong, bijvoorbeeld een modderstroom met een hoog soortelijk gewicht. Puinlawines worden modderstromen wanneer ze gemengd worden met water. Modder- en puinstromen kunnen enkel ontstaan in gebieden met een duidelijk reliëf. Op enkele tientallen kilometers van Kundur liggen hogergelegen gebieden langs de grenzen van het zuidoostelijke deel van het sedimentair bekken Zeya−Bureya. Zowel het Turan- als het Khinganggebergte zijn mogelijke brongebieden voor het ontstaan van zulke modder- en puinstromen, vooral het Turangebergte. De locatie van de vindplaats te Kundur in het bekken ondersteunt deze hypothese. Indien de stromingsafzettingen werkelijk modder- en puinstromen zijn, dan zijn dit uitzonderlijke fenomenen, gezien de grote afstand tussen de vooropgestelde brongebieden en de vindplaats te Kundur. Maar het veelvuldige voorkomen van diamicten in de Udurchukanformatie toont aan dat modder- en puinstromen dikwijls voorkwamen en dat er mogelijk een dichterbij gelegen brongebied bestond. Meer uitvoerig paleogeografisch onderzoek is noodzakelijk om het echte brongebied te lokaliseren, maar het gebrek aan ontsluitingen zal dit bemoeilijken.

## Tafonomie

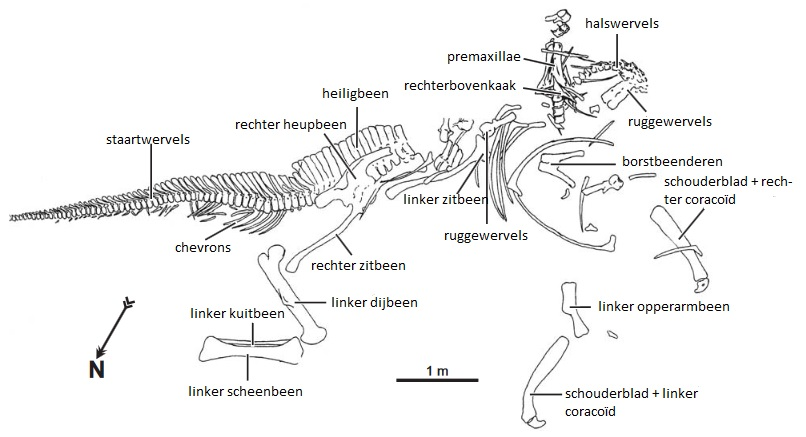
Skelet in situ van de hadrosauriër Olorotitan arharensis Godefroit, Bolotsky & Alifanov, 2003 (holotype AEHM 2/845). Laat-Maastrichtiaan (Boven-Krijt) van Kundur, Rusland.

Het bonebed bestaat uit een mengeling van skeletten die gedeeltelijk in anatomisch verband liggen en uit afzonderlijke beenderen van talrijke dieren van verschillende afmetingen. De meeste beenderen liggen horizontaal maar ook zeldzame, verticaal georiënteerde beenderen komen voor. De beenderen die in anatomisch verband liggen en de langwerpige beenderen zijn oost-west georiënteerd, wat erop wijst dat de kadavers en de beenderen door water getransporteerd werden. Voorhies merkte op dat langwerpige beenderen de tendens vertonen om zich parallel aan de stroomrichting uit te lijnen indien zij zich onder water bevinden, maar haaks op de stroomrichting wanneer ze zich slechts gedeeltelijk onder water bevinden.
Het holotype van Olorotitan arharensis, AEHM 2/845, werd liggend op de linkerzijde aangetroffen. De schedel, de rest van het axiale skelet en de schoudergordel zijn bijna volledig en lagen in anatomisch verband. Het axiale skelet bestaat uit de schedel, de wervelkolom, de ribben en het borstbeen. De ledematen zijn minder volledig en waren meer uit het anatomisch verband, en de hand- en voetskeletten ontbreken volledig. Sommige beenderen zijn gebroken en onvolledig, zoals het vierkantsbeen, het neusbeen, ribben en de ischia. De schedel was iets gedisarticuleerd maar de schedelbeenderen bevonden zich niet ver van hun oorspronkelijke positie. Een been is gedisarticuleerd, of is uit het natuurlijke anatomisch verband, wanneer het zich niet meer in verbinding met de andere beenderen bevindt, bv. door een gewricht. Het palatum, het ploegschaarbeen, het lacrimaal been, het quadratojugaal been en nog enkele andere van de lichtste en meest fragiele elementen van de schedel, zijn niet bewaard gebleven. Het quadratojugaal been is een klein been in de kaak van de meeste amfibieën, reptielen en vogels. Het is verbonden met het jugaal been, dat bijna altijd onder de oogkas ligt, en met andere schedelbeenderen. Op het oppervlak van de beenderen van het holotype werden geen sporen van perthotaxische processen gevonden, wat aantoont dat het kadaver snel door sediment afgedekt werd en gespaard bleef van vernietiging door externe factoren. Perthotaxische processen op het landoppervlak resulteren in de verplaatsing en vernietiging van beenderen alvorens deze uiteindelijk in een afzetting in vorming opgenomen worden. Zulke processen zijn bijvoorbeeld transport door water, verwering door blootstelling aan de natuurelementen en de activiteiten van predatoren/aaseters. De graad van onderlinge samenhang van het skelet van AEHM 2/845 en het ontbreken van sporen van perthotaxische processen wijzen erop dat het kadaver snel in situ begraven werd voordat volledige ontbinding kon optreden, en dit binnen een periode van slechts enkele dagen na de dood. De horizontale oriëntatie van het skelet en de gelijkmatige fossilisatie tonen aan dat het dier in één keer begraven werd. Het plotse afglijden van sediment (bijvoorbeeld als een modderstroom) kan het snelle begraven van zulk groot dier, en zelfs zijn dood, verklaren. Maar het ontbreken van delen van het skelet en de disarticulatie van de beenderen van de ledematen suggereren dat het kadaver al gedeeltelijk ontbonden was voordat het door mogelijk een modderstroom verplaatst werd.

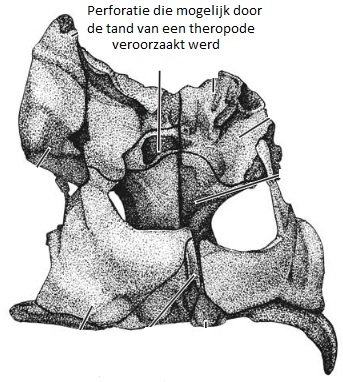
Achteraanzicht op de schedel van Olorotitan arharensis Godefroit, Bolotsky & Alifanov, 2003 (holotype AEHM 2/845) met aanduiding van een perforatie in de achterkant van het voorhoofdsbeen, mogelijk door de tand van een roofdier. Laat-Maastrichtiaan (Boven-Krijt) van Kundur, Rusland.

Het voorhoofdsbeen en het wandbeen van AEHM 2/845 zijn ontwricht en het linkergedeelte van het voorhoofdsbeen is doorboord door een vierhoekig gat. De contouren en de grootte ervan komen mogelijk overeen met de grote theropode tanden die in dezelfde sedimentaire laag als dit skelet gevonden werden. Verschillende parallelle groeven op de rechterzijde van de schedel rond een foramen kunnen daarenboven geïdentificeerd worden als de sporen van tanden van theropoden. Men kan/mag dus veronderstellen dat AEHM 2/845 gedood werd door een theropode dinosauriër en/of gedeeltelijk opgegeten werd door predatoren en/of aaseters voordat het begraven werd. Deze hypothesen zijn consistent met de onvolledigheid en de disarticulatie van de beenderen van de ledematen en de volledige afwezigheid van de hand- en voetskeletten. Maar duidelijke sporen van tanden van vleeseters/aaseters zijn afwezig op het oppervlak van de andere lange beenderen. Mogelijk waren prooidieren overvloedig aanwezig in het gebied van Kundur ten tijde van het Laat-Maastrichtiaan en deden vleeseters/aaseters zich enkel te goed aan de zachte delen van kadavers. Beenderen met sporen van tanden op het oppervlak komen nooit veelvuldig voor op vindplaatsen met Dinosauria, en daaruit meent men ook te kunnen afleiden dat theropoden niet de gewoonte hadden op beenderen te kauwen. Mogelijk benutten zij beenderen zoals krokodillen en komodovaranen nu doen, namelijk eerder door passieve consumptie dan door actieve selectie van beenderen voor hun voedingswaarde, zoals vleesetende zoogdieren dat doen.

## Beschrijving
Olorotitan arharensis Godefroit, Bolotsky & Alifanov 2003, wordt door de volgende autapomorfiën gekenmerkt: grote, helmvormige, holle schedelkam die hoger is dan de rest van de schedel en die langs achter ver voorbij de achterkant van de schedel reikt; het jugaal been heeft een zeer hoog postorbitaal uitsteeksel (de ratio hoogte postorbitaal uitsteeksel/lengte jugaal been = 1); het rostrale gedeelte van het jugaal been is korter dan bij andere lambeosaurinen en het heeft een rechte rostrale rand; de maxilla is asymmetrisch in lateraal aanzicht en heeft een ventrale rand die duidelijk naar onder gericht is; de verlengde nek bestaat uit 18 nekwervels; het scheenbeen is even lang als het dijbeen; het kamvormige uitsteeksel aan de voorkant van de kop van het scheenbeen is kort en beslaat ongeveer één vijfde van de lengte van het scheenbeen.

### Schedel

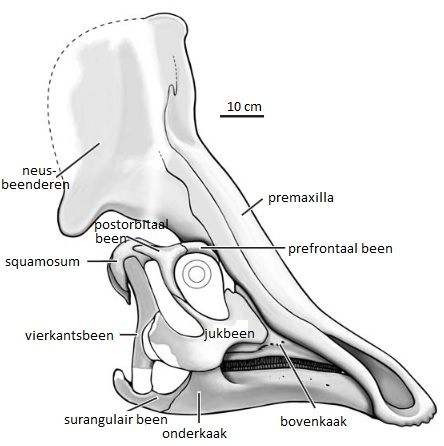
Schedelreconstructie in lateraal aanzicht, en met aanduiding van de voornaamste beenderen, van Olorotitan arharensis Godefroit, Bolotsky & Alifanov, 2003 (holotype AEHM 2/845). Laat-Maastrichtiaan (Boven-Krijt) van Kundur, Rusland.

#### Neusbeenderen
De schedel van Olorotitan arharensis kan nauwkeurig gereconstrueerd worden, niettegenstaande het feit dat de meeste schedelbeenderen van het holotype zich ietwat uit hun natuurlijke positie bevinden en de neusbeenderen (nasale beenderen) onvolledig bewaard gebleven zijn. Maar omdat men hier te maken heeft met een hadrosaurine dinosauriër is het plausibel aan te nemen dat de gepaarde neusbeenderen een grote waaiervormige plaat of kam vormden met een lange externe naad langs de caudale en caudoventrale rand ervan. De ventrale rand van de kam was waarschijnlijk ietwat concaaf en had een groot caudoventraal uitsteeksel. De naadverbinding met de premaxilla was waarschijnlijk vrij eenvoudig: rostraal was slechts een klein gedeelte van het paar neusbeenderen caudoventraal vastgehecht aan het caudolateraal premaxillair uitsteeksel, en, meer caudaal, aan het caudodorsaal uitsteeksel. De grote schedelkam had vermoedelijk een licht concaaf profiel in lateraal aanzicht en was waarschijnlijk veel hoger dan de rest van de schedel, waarschijnlijk zelfs hoger dan bij Lambeosaurus magnicristatus (CMN 8705). De neusbeenderen vormen het grootste deel van de achterkant van de schedel en reikten waarschijnlijk tot ver erachter. De morfologie van de inwendige neusgangen is onbekend omdat de neusbeenderen onvolledig bewaard gebleven zijn en omdat de premaxillae dorsoventraal samengedrukt zijn. De premaxilla is een van een paar schedelbeenderen aan de uiterste tip van de bovenkaak bij vele gewervelde dieren. Meestal dragen de premaxillae tanden.

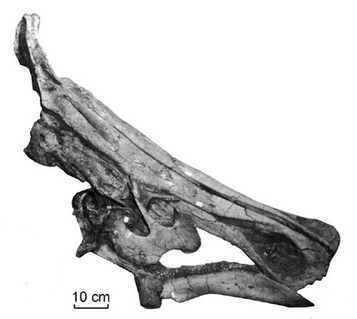
Lateraal aanzicht op het grootste deel van de schedel van Olorotitan arharensis Godefroit, Bolotsky & Alifanov, 2003 (holotype AEHM 2/845). De schedel is vervormd door laterale druk in het sediment waarin het fossiliseerde. Daardoor werd het grootste deel van de neusbeenderen, de maxillae, de surangulaire beenderen, de linkeronderkaak en het predentaal been afgezonderd van de schedel aangetroffen. Dit is de reden waarom deze beenderen niet op bovenstaande foto weergegeven werden. Laat-Maastrichtiaan (Boven-Krijt) van Kundur, Rusland.

#### Wandbeenderen
Omdat de premaxillae dorsoventraal samengedrukt zijn is het wandbeen (os pariëtale) (het deel van het schedeldak) langs de middenlijn in twee gebroken. De wandbeenderen vormen de zijkanten en het dak van de schedel. Zoals kenmerkend is voor lambeosaurinen is het wandbeen ingekort. De ratio lengte/kleinste breedte van het wandbeen < 2, en de breedte van het proximale uiteinde van het wandbeen is gelijk aan de lengte ervan. Zoals bij Amurosaurus riabinini (AEHM 1/252), Corythosaurus casuarius (AMNH 5433) en Lambeosaurus lambei, bedraagt de lengte van het wandbeen meer dan 50%´van de interorbitale breedte van de schedel. De interorbitale breedte van de schedel is de afstand tussen de ogen dwars door de schedel gemeten. Rostraal vormt het wandbeen een breed afgerond uitsteeksel dat tussen de frontale beenderen geplaatst is.

#### Voorhoofdsbeenderen
Het caudale gedeelte van de voorhoofdsbeenderen heeft een grote, rechthoekige perforatie dat mogelijk veroorzaakt werd door een premaxillaire tand van een theropode. Alhoewel het dorsaal oppervlak van het been duidelijk verbrijzeld is rond deze perforatie, blijkt dat op deze locatie een kleine, frontale "helm" ontwikkeld was, zoals bij vele andere lambeosaurinen te zien is, onder meer bij Corythosaurus (AMNH 5248), "Procheneosaurus convincens" (PIN 2230), "Cheneosaurus tolmanensis", "Tetragonosaurus erectofrons", Lambeosaurus magnicristatus, Jaxartosaurus aralensis (PIN 5009) en Amurosaurus riabinini (AEHM 1/232). Zoals kenmerkend is bij lambeosaurinen is het rostraal gedeelte van het dorsale oppervlak van het voorhoofdsbeen ingrijpend aangepast om de basis te vormen voor de holle schedelkam. Het vormt een breed en sterk gegroefd platform dat rostraal een helling vertoont. Dit platform vormt een geschikte aanhechtingsplaats voor de nasale beenderen en de premaxillae. Zoals bij andere lambeosaurinen vormt de laterale rand van het voorhoofdsbeen van Olorotitan arharensis een dik contactgebied, rostraal voor het prefrontaal been en caudaal voor het postorbitaal been. Het prefrontaal been is gelegen voor het frontaal been. Het postorbitaal been is een van de beenderen die bij gewervelden een deel van het dermaal schedeldak vormen, en soms ook een sclerotica ring (een beenplaat) in de oogkas. Gewoonlijk is het postorbitaal been achter het postfrontaal been gelegen. Het voorhoofdsbeen maakt bij Olorotitan arharensis geen deel uit van de dorsale rand van de oogkas. Slechts een klein gedeelte van het prefrontale been is bewaard gebleven. Het is tussen het frontaal en het postorbitaal been ingevoegd.

#### Squamosum
Het squamosum van Olorotitan arharenis is een massief been dat de caudolaterale rand van het supratemporaal gebied vormt. "Supratemporaal" betekent dat het boven het bovenste gedeelte van het slaapbeen (os temporale) of het temporale gebied gesitueerd is. In lateraal aanzicht helt de dorsale rand van het squamosum geleidelijk waardoor het een duidelijk concaaf uiterlijk heeft. Het rostrale uitsteeksel van het squamosum is kort maar hoog.

#### Bovenkaak
In lateraal aanzicht is het rostrale gedeelte van de ventrale rand van de maxilla (bovenkaak), zoals bij de meeste hadrosauriden, niet recht, en duidelijk neerwaarts gericht. De maxilla van het holotype heeft ongeveer 45 verticale rijen tanden in de tandbatterij. De kronen zijn smal, lancetvormig, 100% recht en symmetrisch. De beide randen van de kronen zijn licht en eenvoudig getand. De tandwortels zijn hoog en zeer smal. De lengte van de maxilla bedraagt 363 millimeter.

#### Onderkaak

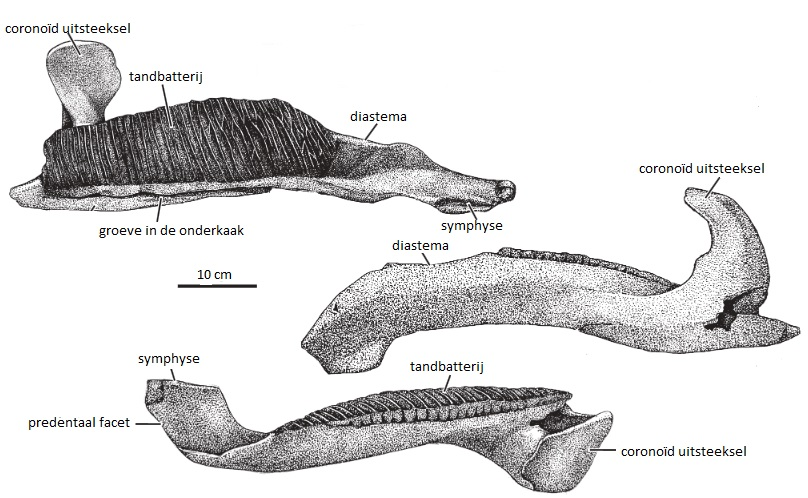
Linkeronderkaak van het holotype AEHM 2/845 van Olorotitan arharensis Godefroit, Bolotsky & Alifanov, 2003. Verklarende tekening in mediaal (boven), lateraal (midden) en dorsaal aanzicht. Laat-Maastrichtiaan (Boven-Krijt) van Kundur, Rusland.

De lengte van de onderkaak bedraagt 550 mm. De tandbatterij van de onderkaak is lang (340 mm) en telt in het holotype AEHM 2/845 38 tandrijen. De ratio tussen de lengte van het diastema (het diastema is de ruimte op de onderkaak waarbinnen zich geen tanden bevinden) en de afstand tussen de meest rostrale tand en de caudale rand van het coronoïd uitsteeksel is 0,27. Deze ratio is identiek aan die van Amurosaurus riabinini. Het rostrale raakoppervlak van de onderkaak met het predentaal been is typisch schepvormig. De tussen beide beenderen ligt bijna horizontaal. De laterale zijde van de onderkaak is dorsoventraal gelijkmatig convex. Het wordt door een zestal foramina doorboord. Het coronoïde uitsteeksel is robuust maar is verhoudingsgewijs lager dan bij Sahaliyania elunchunorum en Amurosaurus riabinini. Het coronoïde uitsteeksel van de onderkaak is een dunne, afgeplatte verheffing die varieert in vorm en afmetingen. Zoals kenmerkend is voor hadrosauriden helt dit uitsteeksel rostraal en is het mediaal licht gebogen. De laterale zijde heeft een verbreed driehoekig oppervlak langs het dorsale gedeelte voor de verankering van een krachtige musculus pseudotemporalis (kauwspier). In caudaal aanzicht ("op de achterkant bekeken") is de onderkaak diep uitgehold door de adductor fossa. Dit is de opening in het palatum dat de sluitspieren van de kaken bevat. In tegenstelling tot de meeste andere hadrosauriden is de groeve van de onderkaak mediaal gesloten. Maar een open groeve komt voor in andere, kleinere onderkaken van lambeosaurinen die te Kundur ontdekt werden. Dit ongewone kenmerk bij AEHM 2/845 kan dus ofwel pathologisch zijn ofwel een ontogenetisch kenmerk dat enkel bij oudere individuen voorkomt. Elke tandrij bevat twee of drie actieve tanden en twee of drie vervangingstanden. Het vervangingspatroon is normaal, waarbij de caudale tanden geleidelijk meer volledig uitgeworpen worden. De tandkronen zijn lancetvormig en de geëmailleerde zijde is proportioneel breder dan bij de tanden van de bovenkaak (maxilla), met een hoogte/breedte ratio van ongeveer vier voor de tanden in het midden van de tandbatterij. De mediale richel op de tandkronen is hoog en is soms licht gebogen, vooral bij de rostrale tanden, een eigenschap die dikwijls bij lambeosaurinen opgemerkt wordt. Op sommige tandkronen ontwikkelden zich sporadisch één en soms zelfs twee extra, maar lagere mediale richels. De tandknobbels langs de rand van de kroon zijn goed ontwikkeld. Omdat de distale rand van elke tandkroon bedekt wordt door de mediale rand van de volgende tandkroon, kan de mate van ontwikkeling van de distale tandknobbels niet exact ingeschat worden.

#### Surangulair been
De beide surangulaire beenderen zijn gedeeltelijk bewaard gebleven bij het holotype. Het surangulair been is een gepaard been aan het uiteinde van de onderkaak. Het is verbonden met alle andere kaaksbeenderen en dient als aanhechtingsplaats voor spieren. In Olorotitan arharensis is dit been identiek aan dat van andere lambeosaurinen.

#### Predentaal been
Het predentaal been is slank en spadevormig. Het is een been aan de voorkant van de onderkaak dat tezamen met het premaxillair been van de bovenkaak een scherpe, hoornige "bek" vormt dat diende om plantaardig materiaal af te knippen. Het lijkt veel meer transversaal verbreed dan dat het lang is. De ratio diepte/lengte van het predentaal been kan niet adequaat geschat worden omdat het post mortem dorsoventraal verpletterd werd en omdat de uiteinden van de laterale uitsteeksels ontbreken. Zoals bij Tsintaosaurus spinorhinus is het rostrale uitsteeksel van het predentaal been perfect recht en staat onder een hoek van ongeveer 40° met de dorsale rand van de laterale uitsteeksels. De rostrale rand is sterk getand en heeft dertien afgerond rechthoekige tandknobbels die rostraal gericht zijn. De tandknobbels zijn dicht naast elkaar geplaatst zonder noemenswaardige ruimte tussen hun basissen. Langs de volledige lengte van de rostrale rand bevinden zich een twaalftal foramina. Twee paar mediale uitsteeksels reiken terug over de symfyse met het tandbeen (de onderkaak). Het dorsale paar mediale uitsteeksels is lang en stekelvormig en loopt langs het rostrale uitsteeksel in de vorm van een scherpe richel. Het ventrale paar mediale uitsteeksels is korter, maar breder. Het wordt ondersteund op een ononderbroken richel langs de caudale rand van het predentaal been. Langs de laterale uitsteeksels lopen hoge dorsale richels.

#### Jukbeen
Het uitsteeksel van het jukbeen is rostrocaudaal ("rostrocaudaal" is de samentrekking van rostraal en caudaal) extreem ingekort, maar is dorsoventraal verbreed. De rostrale rand is 100% recht en ietwat caudodorsaal gebogen in lateraal aanzicht. De nek van het jukbeen is sterk ingesnoerd, en vooral de ventrale rand van het been is concaaf. Het postorbitale uitsteeksel is dun en lijkt hoger dan bij andere lambeosaurinen. De ratio "hoogte van het jukbeen op het niveau van het postorbitale uitsteeksel/lengte van het jukbeen" = 1. De lacrimale en postorbitale uitsteeksels van het jukbeen lopen bijna parallel, wat erop wijst dat het ventrale gedeelte van de oogkas heel nauw was. Het lacrimaal been is het kleinste en meest fragiele been in de schedel. Het ligt aan de voorkant van de mediale wand van de oogkas.

#### Vierkantsbeen
Het dorsale deel van het rechterquadratum (vierkantsbeen) is bij het holotype bewaard gebleven. Zoals kenmerkend is voor lambeosaurinen is het quadratum naar achter gebogen. Maar vergeleken met het quadratum van andere lambeosaurinen, zoals Amurosaurus riabinini en Sahaliynia elunchunorum, lijkt het heel fijngebouwd.

#### Premaxilla

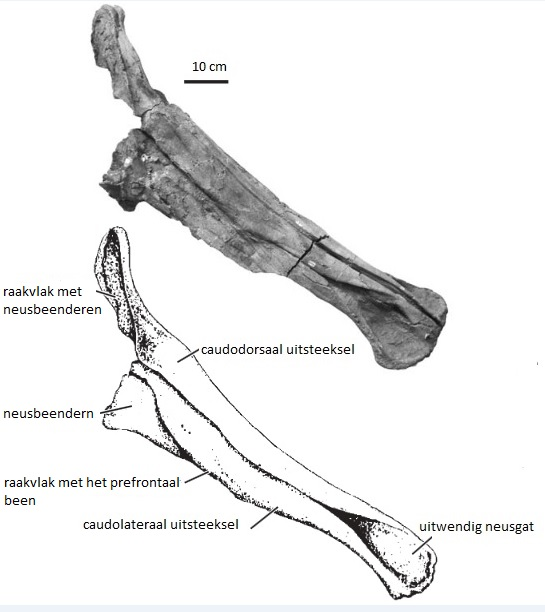
Olorotitan arharensis Godefroit, Bolotsky & Alifanov, 2003 (holotype AEHM 2/845). Foto (boven) en verklarende tekening (onder) van de rechterpremaxilla en het rostraal gedeelte van het rechterneusbeen in lateraal aanzicht. Laat-Maastrichtiaan (Boven-Krijt) van Kundur, Rusland.

De sterk vergrote premaxilla vormt een verbrede bek en maakt een groot deel uit van de holle supracraniale kam ("supracraniaal" betekent "boven de schedel gelegen"). Doordat de schedelkam post mortem grotendeels verpletterd werd, kunnen enkel de uiterlijke aspecten van de premaxilla beschreven worden. De interne anatomie kan niet door middel van CT-scanning bestudeerd worden. In lateraal aanzicht heeft de premaxilla een min of meer concaaf profiel. Zoals bij Hypacrosaurus altispinus en Hypacrosaurus stebingeri bedraagt de hoek schedelkam-snuit niet minder dan 150°. Het rostrale gedeelte van de premaxilla waaiert geleidelijk uit en vormt een gewelfde bek, maar de laterale expansie van de bek is beperkt. De rostrale rand van de premaxilla bestaat uit een externe ruwe en getande laag en uit een interne, palatale laag verdikt been dat van de getande laag gescheiden is door een diepe, gewelfde groeve. Er is geen premaxillair foramen, wat kenmerkend is voor lambeosaurinen. De externe neusgaten zijn volledig omgeven door de premaxilla en de linker en rechter externe neuskanalen zijn in de snuit volledig van elkaar gescheiden. De externe neusgaten zijn tamelijk groot en overhangen het rostrale gedeelte van de maxilla (bovenkaak). Caudaal zijn ze begrensd door een ventrale expansie van het caudodorsaal premaxillair uitsteeksel en door de dorsale expansie van het caudolateraal premaxillair uitsteeksel. Beide uitsteeksels zijn achter de externe neusgaten verbonden door een rechte naad. De externe neusgaten zijn bij afgeleide lambeosaurinen niet simpelweg homoloog aan de normale benige nares. Die hebben zich in de loop van de evolutie samen met de neusbeenderen naar achteren op de schedel teruggetrokken en verloren een direct contact met de buitenlucht. Er bleven echter luchtwegen naar de punt van de snuit gehandhaafd die overkluisd werden door de plooien van de premaxilla. Vooraan bleef een directe inlaatopening bestaan, van voren nog steeds omgeven door de premaxilla. Deze openingen, die in positie en vorm overeenkomen met de gebruikelijke externe neusgaten, worden wel "pseudonares" genoemd.

### Postcraniaal skelet

#### Wervels en ribben

##### Proatlas
Na vergelijking met een gelijkaardig been bij Mantellisaurus atherfieldensis, is een afgeplat been dat dicht bij het proximale einde van de reeks halswervels van AEHM 2/845 gevonden werd, vermoedelijk de linkerproatlas. Maar het been is proportioneel veel groter bij Olorotitan dan bij Mantellisaurus. Het is ruwweg driehoekig en de top is caudaal georiënteerd. De "proatlas" is een rudimentaire wervel die tussen de atlas (de eerste wervel van de wervelkolom) en de achterhoofdsknobbel van het occipitaal been (het achterhoofd) ligt. Het is kenmerkend voor reptielen en komt sporadisch als een afwijking voor bij mensen.

##### Atlas
De atlas (eerste halswervel) bestaat uit een tussenwervelschijf, samengevoegde wervelbogen en een odontoïd uitsteeksel, dat halvemaanvormig en massief is. Een "odontoïd" uitsteeksel is een tandachtig opwaarts gericht uitsteeksel aan de achterkant van de atlas. In vooraanzicht is de tussenwervelschijf halvemaanvormig en transversaal sterk vergroot. Het rostrale oppervlak ervan is gebogen en het vormt een breed, afgeplat gewrichtsoppervlak met de achterhoofdsknobbel of condylus occipitalis. Deze knobbel is een uitsteeksel van het achterhoofd bij de Diapsida, dat als "gewricht" met de bovenste facetten van de atlas fungeert. Bij het holotype zijn de wervelbogen volledig met de wervellichamen samengesmolten en vormen een laag, caudaal gebogen doornuitsteeksel. Iedere wervel heeft op de wervelboog aan de achterzijde een benig uitsteeksel. Dit uitsteeksel, het zogenaamde doornuitsteeksel, bevindt zich aan de top van de wervelboog en grenst aan het afgeplatte deel er van. Bij vele dinosauriërs was de reeks doornuitsteeksels op de rug duidelijk zichtbaar. De "wervelboog" is het bovenste (dorsale) deel van een wervel. Het is een kraakbenige of benige boog die het ruggenmerg omsluit.

##### Halswervels
De achttien halswervels van het holotype AEHM 2/845 werden in anatomisch verband aangetroffen. Dit aantal is een record voor de Hadrosauridae en zelfs de hele Ornithischia en betekent ook dat de nek langer was dan bij om het even welke andere hadrosauride. Bij hadrosaurinen is het halsskelet uit twaalf of dertien halswervels samengesteld. Lambeosaurus magnicristatus heeft vijftien halswervels. Een jong specimen van Lambeosaurus ?lambei heeft er veertien, en Parasaurolophus walkeri dertien.

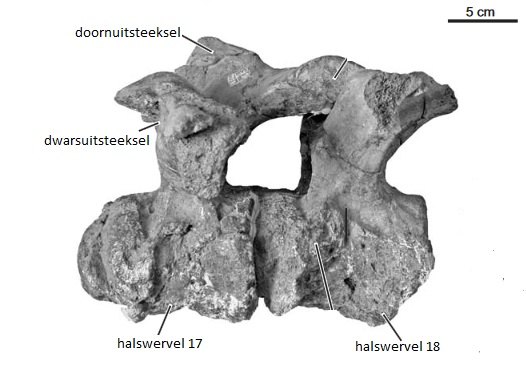
Lateraal aanzicht op halswervels 17 & 18 van het holotype AEHM 2/845 van Olorotitan arharensis Godefroit, Bolotsky & Alifanov, 2003. Laat-Maastrichtiaan (Boven-Krijt) van Kundur, Rusland.

##### Halswervelribben
Bij het holotype zijn de halswervelribben slecht bewaard gebleven. Alhoewel ze allemaal onvolledig zijn, lijkt het distale einde mediolateraal samengedrukt en caudoventraal georiënteerd te zijn.

##### Ruggenwervels
Bij het holotype AEHM 2/845 zijn dertien ruggenwervels bewaard gebleven. Omdat deze volledig uit anatomisch verband aangetroffen werden, kan hun exacte positie in de wervelkolom niet vastgesteld worden. Bij een ander specimen uit Kundur, AEHM 2/846, werden de zes meest caudale ruggenwervels wel in anatomisch verband gevonden. Al de ruggenwervels zijn duidelijk opisthocoel ("opisthocoele" wervels zijn hol van achteren en bol van voren). Volgens Horner et al. is dit een ongewoon kenmerk voor een hadrosauride omdat gewoonlijk enkel de eerste ruggenwervel licht opisthocoel is, terwijl de wervellichamen van de andere wervels amphiplatyaan zijn. Maar bij Amurosaurus riabinini werden sterk opisthocoele ruggenwervels beschreven. Godefroit et al. vinden dat dit kenmerk bij Noord-Amerikaanse hadrosauriden moet opgespoord en onderzocht worden. Doorheen de lengte van de wervelkolom worden de wervellichamen geleidelijk relatief korter. Boven de carina zijn de laterale zijden van het wervelcentrum sterk ingekrompen en door onregelmatig verspreide foramina doorboord. De wervelboog is heel robuust. De "wervelboog" is de benige structuur die ontspringt uit de bovenkant van het wervellichaam. Ze omsluit het ruggenmerg. In lateraal aanzicht zijn de doornuitsteeksels afgerond rechthoekig. Ze zijn allemaal veel hoger dan de corresponderende wervellichamen. De hoogste doornuitsteeksels zijn ongeveer vier keer zo hoog als craniocaudaal lang en meer dan drie keer zo hoog als de wervellichamen. Hun top is ruw, zodat bij leven mogelijk een kraakbeenkap aanwezig was. De oriëntatie van de doornuitsteeksels varieert, afhankelijk van de positie in de wervelkolom. Bij de ruggenwervels aan de kant van de schedel is het doornuitsteeksel caudaal gebogen, terwijl de doornuitsteeksels van de caudale ruggenwervels bijna verticaal staan.

##### Ruggenwervelribben
Er werden enkele dorsale ribben bij het holotype gevonden, waarvan de meeste onvolledig zijn. Dorsale ribben zijn ribben die uit de ruggenwervels "ontspringen". De verbinding van de ribben met de ruggenwervels is bicipitaal (tweehoofdig of gevorkt). Het bovenste deel van deze vork, het tuberculum, is verbonden met de diapophyse (zijwaarts werveluitsteeksel) van de ruggenwervel en het onderste deel van de vork, het capitulum, is verbonden met de parapofyse, een lager en meer naar voren gelegen facet op het centrum van de ruggenwervel. Het capitulum is relatief klein en wordt door een lange en lichtgebogen "nek" ondersteund. Het tuberculum heeft een ellipsvorm en vormt een "schouder" op de rib. De schacht van de ribben is lang en heel robuust. Het is lateraal gekromd en loopt taps toe naar het samengedrukte distale uiteinde. Het craniale oppervlak van de schacht is convex, terwijl het caudaal oppervlak vlak is. De mediale rand van de schacht is dunner dan de laterale rand. Een grote kam kromt zich ventraal van de rostrodorsale rand van het tuberculum over het craniaal oppervlak van de schacht.

##### Heiligbeen

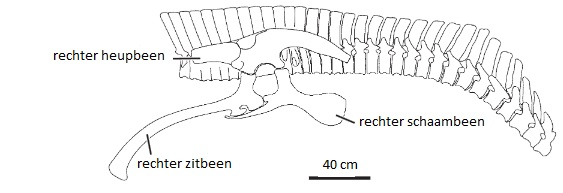
Reconstructie van de ruggenwervels, het sacrum en de rechterhelft van de bekkengordel van het holotype AEHM 2/845 van Olorotitan arharensis Godefroit, Bolotsky & Alifanov, 2003. Laat-Maastrichtiaan (Boven-Krijt) van Kundur, Rusland.

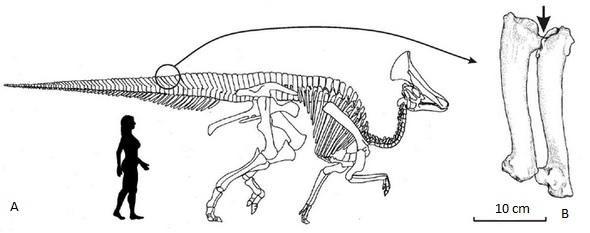
A = Skeletreconstructie en B = detail van met elkaar verbonden doornuitsteeksels van de staartwervels van Olorotitan arharensis Godefroit, Bolotsky & Alifanov, 2003 (holotype AEHM 2/845). Laat-Maastrichtiaan (Boven-Krijt) van Kundur, Rusland.

Bij het holotype AEHM 2/845 bestaat het massieve sacrum uit vijftien wervels, dat zijn er minstens drie meer dan bij andere hadrosauriden. Door Godefroit et al. werd dit kenmerk als diagnostisch beschouwd. Het sacrum werd tijdens de diagenese echter samengedrukt en de meeste heiligbeenwervels zijn door de samengegroeide darmbeenderen niet zichtbaar. Daardoor is het onmogelijk elke wervel exact te onderscheiden. Hoogstwaarschijnlijk zijn er minder dan vijftien echte sacrale wervels en zijn verschillende achterste dorsale wervels en misschien een of twee proximale staartwervels met het heiligbeen vergroeid. Dit specimen was waarschijnlijk een oud dier waarbij verschillende beenderen samengegroeid waren. Bij specimen AEHM 2/846 is de rechter laterale zijde van het sacrum zichtbaar maar ook hier zijn de wervels aan het oog onttrokken door het rechterdarmbeen (heupbeen of ilium). Dit specimen, waarschijnlijk een jonger volwassen dier, heeft een sacrum dat uit negen of tien echte sacrale wervels bestaat en één dorsosacrale en caudosacrale wervel, de voor hadrosauriden gangbare aantallen. Het ventraal oppervlak van de sacrale wervels is licht gegroefd. De doornuitsteeksels zijn iets hoger dan deze van de aanpalende ruggenwervels en staartwervels. Bij beide specimina worden de laterale zijden van de doornuitsteeksels van de sacrale wervels versterkt door een dicht, uit twee lagen bestaand latwerk van verbeende pezen dat tot het caudaal gedeelte van de ruggenwervels en tot het proximaal deel van de staartwervels reikt. Bij het holotype van Olorotitan arharensis (het oude dier dus) zijn de doornuitsteeksels volledig samengegroeid, terwijl zij bij het jongere dier goed van elkaar gescheiden blijven.

##### Staartwervels
De staart van Olorotitan bestaat uit zeventig wervels. Bij het holotype AEHM 2/845 is het bijna volledig, op de eerste staartwervel na die tijdens de opgravingen vernietigd werd, en het werd in anatomisch verband aangetroffen. De wervellichamen van de drie proximale staartwervels zijn licht procoel (hol van voren), de rest is amphiplatyaan. Bij de proximale staartwervels zijn de wervellichamen ongeveer twee keer zo hoog als hun lengte en de raakvlakken met de andere wervels zijn afgerond rechthoekig. Naar het einde van de staart worden de wervellichamen geleidelijk kleiner, proportioneel langer en minder hoog en de raakvlakken met de andere wervels worden hexagonaal. Bij de veertien proximale wervels zijn de staartribben vergroeid met de laterale zijde van de wervellichamen. De grootte van de staartribben neemt geleidelijk af in de richting van het einde van de staart. Ze zijn dorsoventraal afgeplat en ventraal en caudaal gekromd. De laterale zijden van de wervellichamen zijn ietwat uitgehold. De wervelbogen van de staartwervels zijn minder robuust dan die van de ruggenwervels waardoor het beenmergkanaal nauwer is. Het doornuitsteeksel van de proximale staartwervels is ongeveer twee keer zo hoog als het wervellichaam en het is zes keer zo hoog als de lengte van het wervellichaam. Alle doornuitsteeksels zijn distaal gebogen. In het proximale gedeelte van de staart zijn de doornuitsteeksels recht, maar vanaf de zeventiende staartwervel zijn ze gebogen. De meeste hebben forse, longitudinale richels op de laterale zijden die dienden voor de aanhechting van sterke ligamenten die de staart stijf maakten. Sporen van verbeende pezen komen voor in het proximale gedeelte van de staart tot de negentiende staartwervel. De punt van de doornuitsteeksels is meestal ruw en verbreed, zowel proximodistaal als transversaal. Rond de twintigste staartwervel maken de punten van de doornuitsteeksels zelfs contact met elkaar waardoor dit deel van de wervelkolom heel rigide moet geweest zijn: de proximale rand van een doornuitsteeksel vormt een knobbelachtige uitwas die in een

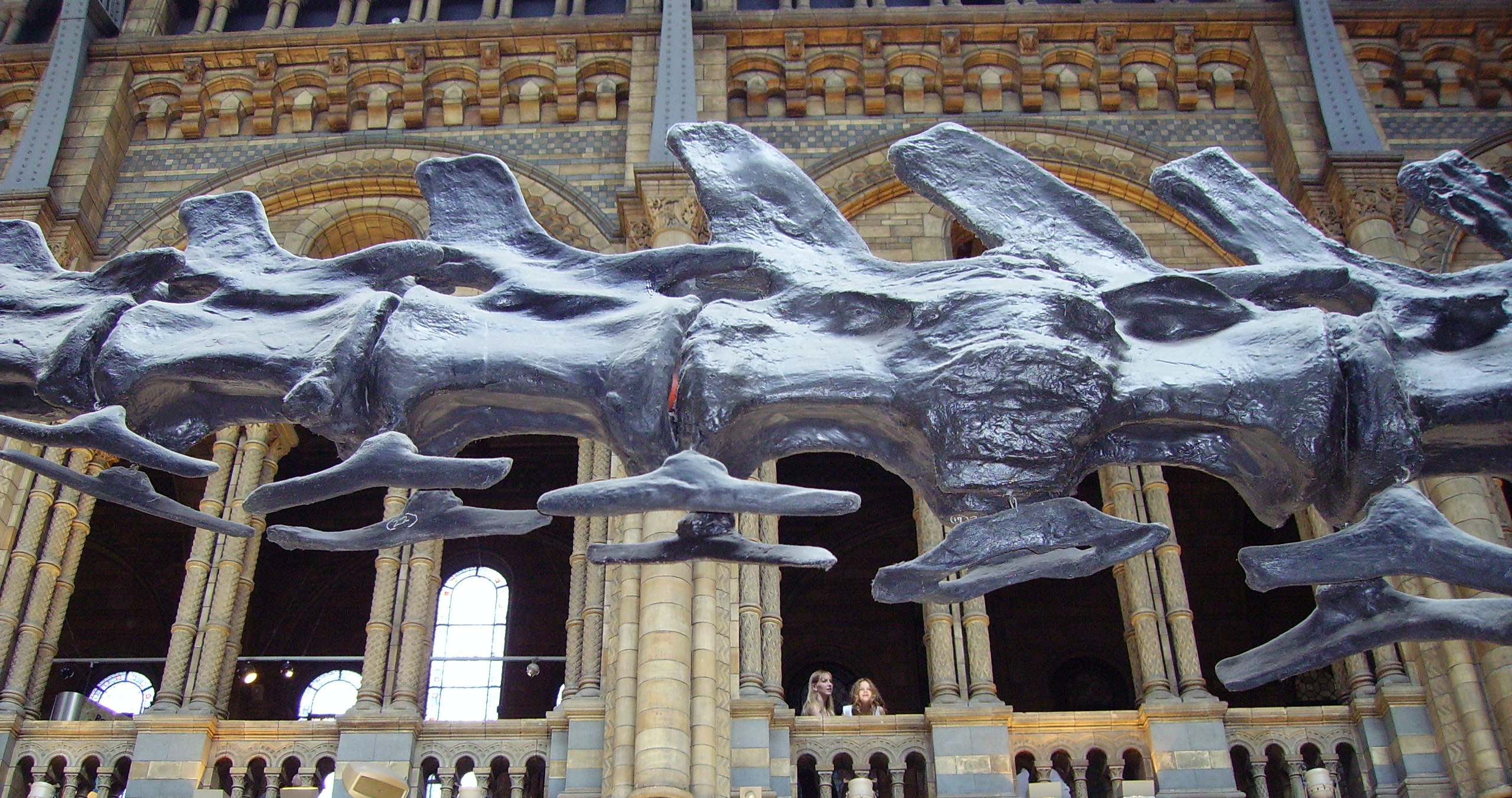
Staartwervels van Diplodocus carnegii Hatcher (1901) met de tweeledige chevron beenderen aan de ventrale zijde van de staartwervels en aan dewelke het genus zijn naam ontleent ("Diplodocus" betekent "dubbele balk"). Natural History Museum, London.

komvormige uitholling in de distale rand van het voorgaande doornuitsteeksel past. Maar dit kan ook een pathologisch (als gevolg van een ziekte) kenmerk zijn of een ontogenetisch kenmerk dat verband houdt met de hoge leeftijd van het dier. Er zijn vele geheelde breuken in de doornuitsteeksels, bijvoorbeeld in de zestiende en in de dertigste staartwervel. Van de 66ste en 67ste staartwervels zijn de wervellichamen en de wervelbogen vergroeid. Enkel de laatste twee staartwervels hebben geen wervelboog. Bij het holotype werden de meeste chevrons in anatomisch verband met de staart aangetroffen. De Nederlandstalige benaming voor het Franse "chevron" is h(a)emaalboog, de directe vertaling van arcus haemalis. Behalve bij dinosauriërs en vele andere reptielen komen ze ook bij sommige zoogdieren voor (bv. kangoeroes). Chevrons bestaan uit gepaarde en verbonden beenstructuren aan de ventrale zijde van de staartwervels. Samen vormen die overdwars een boogvorm. Door die boog lopen de aders en zenuwen. De verbinding aan hun uiteinde kan weer als een enkelvoudige structuur verder uitsteken, meestal naar achteren of, zoals bij Diplodocus, ook nog naar voren. Als de structuren niet verbonden zijn heten ze geen "chevron". Een dergelijke losse helft wordt daarom processus haemalis genoemd ("h(a)emaaluitsteeksel"). De functie van de chevrons is het beschermen van zenuwen en bloedvaten wanneer het dier bv. op de staart steunt of de staart over de grond sleept. Tijdens het transport van de beenderen van de vindplaats te Kundur naar Blagoveschensk gingen de meeste chevrons verloren. De chevrons in het proximale deel van de staart zijn ongeveer even hoog als de corresponderende doornuitsteeksels. Hoe verder in de staart, hoe lager en hoe slanker de chevrons. De caudoventrale oriëntatie is dezelfde als de caudodorsale hoek van het doornuitsteeksel.

#### Schoudergordel en voorpoten

##### Schouderblad

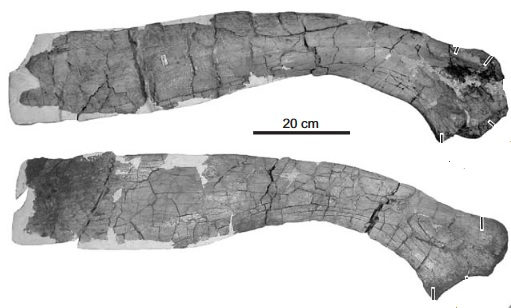
Rechterschouderblad in lateraal aanzicht (boven) en linkerschouderblad in mediaal aanzicht van Olorotitan arharensis Godefroit, Bolotsky & Alifanov, 2003. Laat-Maastrichtiaan (Boven-Krijt) van Kundur, Rusland.

Bij het holotype AEHM 2/845 zijn beide schouderbladen bijna volledig bewaard gebleven. Ze zijn opvallend lang en slank (lengte 1.040 mm, minimale breedte 144 mm, maximale breedte 207 mm) en reiken ongeveer tot aan het niveau van de tiende ruggenwervel. De ratio lengte/breedte van het schouderblad bedraagt ongeveer 5. In Godefroit et al. werd deze ratio overschat. De kop van het schouderblad is smaller dan bij Sahaliyania elunchunorum. In lateraal aanzicht is het lichtjes gebogen zoals bij Corythosaurus casuarius, Lambeosaurus lambei en Lambeosaurus magnicristatus, en het is niet zo sterk naar omlaag gericht zoals bij Parasaurolophus walkeri De korte deltoïde kam reikt tot het smalste deel van het schouderblad en bakent een brede driehoekige groeve af op de laterale zijde van het schouderblad. Deze groeve vormde mogelijk de aanhechtingssplaats van de musculus supracoracoideus, de spier die de opwaartse beweging van het opperarmbeen mogelijk maakt. De naad met het coracoid is groot en komvormig. Op de mediale zijde van het schouderblad bevindt zich een krachtige, afgeronde richel die van de naad van het ravenbeksbeen tot het smalste deel van het schouderblad reikt. De fossa glenoidalis vormt een lange, ovaalvormige geul langs het ventrale gedeelte van de kop van het schouderblad en heeft ongeveer dezelfde lengte als de naad van het ravenbeksbeen. De "fossa glenoidalis" is een komvormige uitsparing van het schouderblad waarin de kop van het opperarmbeen past. Bij Olorotitan arharensis wordt het ondersteund door een groot caudaal beenstuk dat iets lateraal georiënteerd is.

##### Ravenbeksbeen
Het ravenbeksbeen is heel massief en lijkt sterk op dat van Amurosaurus riabinini. Het uitsteeksel naar het borstbeen is groot en haakvormig. De cranioventrale rand van dit uitsteeksel is ruw, wat erop wijst dat er bij leven een kraakbeenkap aanwezig was. Zowel de mediale als de laterale zijde van het borstbeenuitsteeksel zijn voorzien van straalsgewijs verlopende richels die een brede aanhechtingsplaats vormen voor een krachtige musculus coracobrachialis. De "musculus coracobrachialis" is een spier die het ravenbeksbeen met het opperarmbeen verbindt. Dorsaal ten opzichte van het borstbeenuitsteeksel bevindt zich op de laterale zijde van het ravenbeksbeen een grote knobbel waarvan het dorsolateraal georiënteerd oppervlak als aanhechtingsplaats voor een sterke musculus biceps dient. De "musculus biceps" wordt ook wel de tweehoofdige bovenarmspier genoemd (de biceps). Onder de knobbel waaraan de musculus biceps vastgehecht is, heeft het ravenbeksbeen een geul voor de opname van de musculus triceps coracoscapularis. De "musculus triceps coracoscapularis" is een driehoofdige spier die het ravenbeksbeen met het schouderblad verbindt. In het midden van het ravenbeksbeen bevindt zich een ellipsvormig foramen. Op het dorsale deel van het ravenbeksbeen is het gewrichtsoppervlak met het schouderblad breed en ruw en vertoont talrijke knobbels.

##### Borstbeenderen

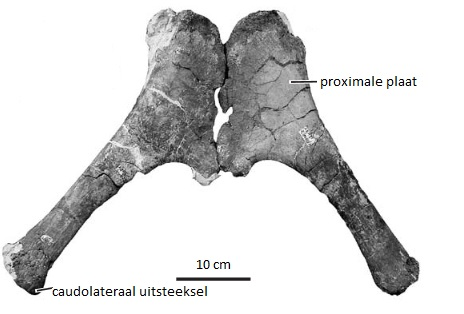
De borstbeenderen van Olorotitan arharensis Godefroit, Bolotsky & Alifanov, 2003 (AEHM 2/845, holotype) in ventraal aanzicht. Laat-Maastrichtiaan (Boven-Krijt) van Kundur, Rusland.

De borstbeenderen hebben een lengte van 420 mm en zijn bij het holotype AEHM 2/845 samengegroeid (verbeend). Zoals typisch is voor Styracosterna zijn ze bijlvormig en, zoals kenmerkend is voor lambeosaurinen, is de proximale plaat verbreed (maximale breedte 155 cm, lengte 205 cm). Maar in tegenstelling tot de verwante soorten Amurosaurus riabinini en Sahaliyania elunchunorum is de proximale plaat korter dan het caudolateraal uitsteeksel. De distale en proximale randen van de borstbeenderen hebben een ruw oppervlak. Dit wijst erop dat bij het levende dier dikke kraakbeenkappen aanwezig moeten geweest zijn. De ventrale zijde van de proximale plaat is mediolateraal lichtjes convex, terwijl de dorsale zijde ietwat concaaf is. De laterale rand van de proximale plaat is heel dun en convex, terwijl de proximomediale hoek verdikt is. Het ventrale oppervlak van de proximale plaat heeft longitudinale richels rondom de proximale rand van het been. Het caudolaterale uitsteeksel van de borstbeenderen is recht en massief. De ventrale zijde ervan is mediolateraal convex, terwijl de dorsale zijde vlak is. Het distale uiteinde van het caudolaterale uitsteeksel is ietwat vergroot. Het is niet gebogen zoals bij Amurosaurus riabinini en Sahaliyania elunchunorum, en de beide kanten vertonen scherp omlijnde longitudinale richels.

##### Opperarmbeen

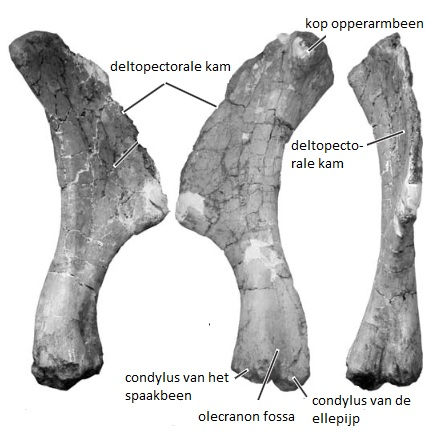
Linkeropperarmbeen in craniaal (links), caudaal (midden) en lateraal aanzicht. Holotype AEHM 2/845 van Olorotitan arharensis Godefroit, Bolotsky & Alifanov, 2003. Laat-Maastrichtiaan (Boven-Krijt) van Kundur, Rusland.

Van het holotype AEHM 2/845 bleef enkel het linkeropperarmbeen (humerus) bewaard. Het is groot en massief (lengte 615 mm), wat typisch is voor lambeosaurinen. De deltopectorale kam is vergroot en reikt tot ver onder het middelpunt van het been. Godefroit et al. toonden aan dat bij lambeosaurinen de breedte van de deltopectorale kam isometrisch is t.o.v. de lengte van het opperarmbeen. Dit is ook het geval bij het holotype van Olorotitan arharensis. De laterale rand van de deltopectorale kam is meestal convex en is lichtjes craniaal gebogen. Distaal naar het midden van de schacht van het opperarmbeen vormt de deltopectorale kam een scherpe hoek met de schacht. Lateraal ten opzichte van de kop van het opperarmbeen markeert een komvormig gebied de verankeringsplaats van de musculus triceps humeralis posticus, zoals bij andere lambeosaurinen. De musculus triceps humeralis posticus is de achterste driehoofdige spier van de humerus (opperarmbeen). Mediaal naar de kop van het opperarmbeen ligt de verankeringsplaats voor de musculus scapulo-humeralis. De musculus scapulo-humeralis is de spier van het opperarmbeen die een verbinding vormt met het schouderblad (scapula). Op het proximale deel van het opperarmbeen zijn de binnenste en buitenste knobbeltjes weinig ontwikkeld. Op de craniale zijde van het opperarmbeen is de sulcus intertubercularis minder ontwikkeld dan bij Charonosaurus jiayinensis.. De "sulcus intertubercularis" is een diepe gleuf op de humerus die de grote tuberkel van de kleine tuberkel scheidt. Het distale deel van de humerus is licht naar buiten gedraaid. Het olecranon fossa vormt een driehoekige geul op de caudale zijde van het distale opperarmbeen. Hierin scharniert de top van het olecranon.

##### Ellepijp
De rechterellepijp (ulna) en het rechterspaakbeen (radius) werden niet in anatomisch verband met het opperarmbeen van het holotype AEHM 2/845 aangetroffen, maar dicht bij de schedel. Maar omdat de afmetingen van de ulna (640 mm) en de radius verhoudingsgewijs overeenkomen met de afmetingen van het opperarmbeen en omdat deze beenderen even goed bewaard zijn als het opperarmbeen van het holotype, neemt men aan dat zij van het holotype afkomstig zijn. De ellepijp is ongeveer 5% langer dan het opperarmbeen. Proportioneel is het veel korter en dikker dan bij Charonosaurus jiayinensis. Zowel in craniaal als in lateraal aanzicht is de ellepijp bij Olorotitan arharensis bijna recht, terwijl het bij Amurosaurus riabinini duidelijk S-vormig is. Het afgeronde uiteinde van de ellepijp (het olecranon) is beter ontwikkeld dan het olecranon van het spaakbeen. Het uitsteeksel van het olecranon is klein. Het olecranon is een groot, dik en gebogen benig uitsteeksel dat achter de elleboog uitsteekt. Het vormt het meest puntige deel van de elleboog en ligt tegenover de binnenkant van de elleboog (cubita fossa of "elleboogholte"). Het olecranon fungeert als hefboom voor de spieren die het ellebooggewricht strekken. Proximaal heeft de craniale oppervlakte van de ellepijp een brede, ondiepe inzinking waartegen het proximale deel van het spaakbeen scharnierde. Longitudinale lijnen op het beenoppervlak wijzen erop dat de ellepijp door stevige ligamenten met het spaakbeen verbonden was. De doorsnede van de ellepijp is over de volle lengte driehoekig. Distaal versmalt het been geleidelijk. Het distale uiteinde is afgerond en lateraal samengedrukt.

##### Spaakbeen

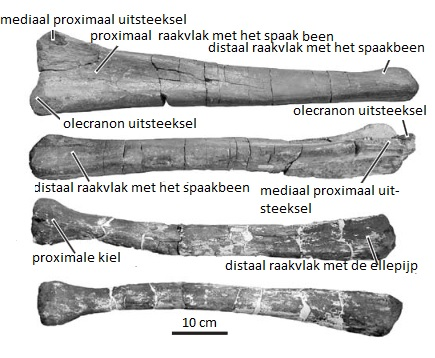
Rechterellepijp in craniaal en mediaal aanzicht (boven) en rechterspaakbeen in caudaal en craniaal aanzicht. Holotype AEHM 2/845 van Olorotitan arharensis Godefroit, Bolotsky & Alifanov, 2003. Laat-Maastrichtiaan (Boven-Krijt) van Kundur, Rusland.

Zoals de ellepijp is het spaakbeen veel korter dan bij Charonosaurus jiayinensis. Het is 620 mm lang, vrijwel geheel recht en het proximale deel is matig verbreed. Zoals kenmerkend is bij Hadrosauridae lijkt dit proximale deel op de bovenkant van een Dorische zuil in craniaal aanzicht. De craniale zijde van het spaakbeen is licht convex, terwijl de caudale zijde afgeplat is waar het scharnierde met het proximale deel van de ellepijp. Het spaakbeen heeft iets voor het proximale uiteinde op de caudale zijde een stevig, kielachtig uitsteeksel dat in de U-vormige uitsparing op de craniale zijde van de ellepijp past. Longitudinale richels op het beenoppervlak wijzen erop dat de proximale kop van het spaakbeen door sterke ligamenten met de ellepijp verbonden was. Ook het distale uiteinde van het spaakbeen is slechts matig verbreed. De afgeplatte caudolaterale zijde ervan vormt een breed, van talrijke richels voorzien driehoekig oppervlak, dat tegen het distale deel van de ellepijp past. Dit grote, driehoekige gewrichtsoppervlak is craniomediaal georiënteerd en heeft eveneens longitudinale richels die wijzen op een sterke, ligamenteuze verbinding met het distale deel van de ellepijp. De grootte van dit gewrichtsoppervlak wordt door een sterke laterale richel beperkt.

#### Bekkengordel en achterpoten

##### Heupbeenderen
Bij het holotype AEHM 2/846 zijn beide heupbeenderen (ilia) onvolledig bewaard. Ze lijken sterk op de ilia van lambeosaurinen die gewoonlijk tot de Corythosaurus-lijn (geslachtengroep Corythosaurini) gerekend worden, inclusief Amurosaurus riabinini en Sahaliyania elunchunorum. De steel van het schaambeen is veel korter dan bij Parasaurolophus walkeri. Het deel van het acetabulum dat door het heupbeen gevormd wordt is ondiep. Het acetabulum of heupgewricht is de komvormige gewrichtsholte aan de zijkant van het heupbeen (ilium) waarin de kop van het dijbeen (femur) roteert. Het acetabulum wordt gevormd door drie beenderen: het os ilium (darmbeen), het os ischium (zitbeen) en het os pubis (schaambeen). Het zitbeen is craniocaudaal verlengd. Het gewrichtsoppervlak is caudoventraal georiënteerd en bestaat uit twee even grote afgerond rechthoekige uitsteeksels die door een duidelijke depressie in het been gescheiden worden. In lateraal of mediaal aanzicht lijkt het alsof bij vele Tetrapoda de heupbeenderen per zijde twee "benen" hebben. Deze "benen" lopen bovenaan uit in de voorste en achterste onderkant van het acetabulum. Het voorste "been", dat met het hoofdlichaam van het schaambeen (os pubis) één skeletelement vormt, is de steel van het schaambeen. Het achterste "been", dat met de rest van het zitbeen (ischium) een element uitmaakt, is de steel van het zitbeen.

##### Zitbeenderen
Alhoewel de zitbeenderen (ischia) onvolledig bewaard zijn, zijn ze typerend voor lambeosaurinen. De schacht van het ischium is lang en heel robuust. In lateraal aanzicht is het ietwat S-vormig. De distale verbreding is kleiner dan bij de verwante soorten Hypacrosaurus altispinus en Parasaurolophus cyrtocristatus. De mediale zijde van de schacht van de zitbeenderen vormt tussen de dikkere dorsale en de dunnere ventrale randen een diepe gleuf met sterke, longitudinale richels. De mediale zijde van de voet van het ischium (het distale uiteinde van het ischium noemt men de "voet") vertoont talrijke richels, wat erop wijst dat het paar zitbeenderen stevig door pezen met elkaar verbonden was. Het proximale deel van de zitbeenderen is sterk verbreed. De steel van de ilia steekt craniodorsaal uit als een groot voetachtig uitsteeksel. Het dorsale gewrichtsvlak van de steel van de ilia is zowel mediolateraal als dorsoventraal verbreed en is ellipsvormig in doorsnede. De steel van het schaambeen is slanker en minder gedifferentieerd dan de steel van het ilium. Het is craniocaudaal verlengd en is mediolateraal sterk samengedrukt. Het raakvlak van het gewricht van het schaambeen is ruw en afgerond rechthoekig in doorsnede.

##### Dijbeen

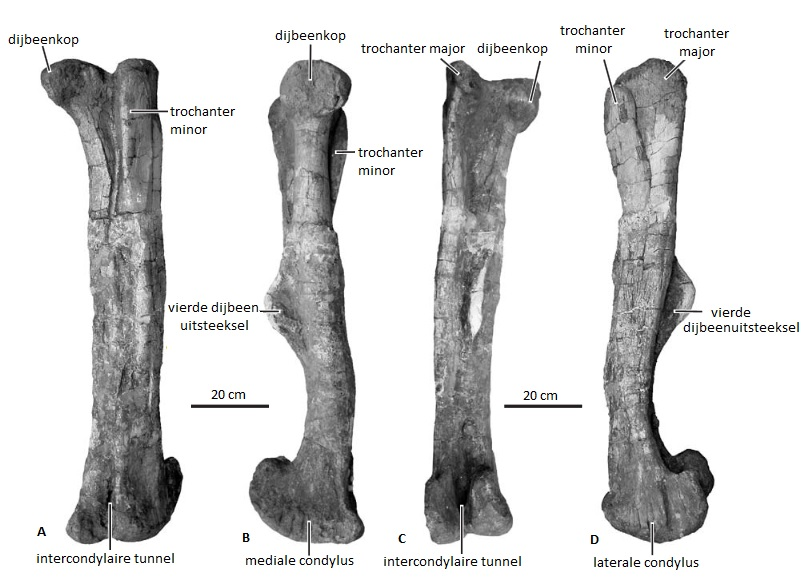
Linkerdijbeen in A. craniaal, B. mediaal, C. caudaal en D. lateraal aanzicht. Holotype AEHM 2/845 van Olorotitan arharensis Godefroit, Bolotsky & Alifanov, 2003. Laat-Maastrichtiaan (Boven-Krijt) van Kundur, Rusland.

Bij het holotype AEHM 2/845 bleef enkel het linkerdijbeen bewaard. Het heeft een lengte van 1.100 mm. Vergeleken met andere soorten lambeosaurinen lijkt het vrij slank. In caudaal aanzicht is het niet helemaal recht maar ietwat mediaal gekromd. Maar deze kromming kan het gevolg zijn van post mortem vervorming. De kop van het dijbeen is relatief robuust en staat onder een hoek ten opzichte van de schacht. Craniocaudaal is het beter ontwikkeld dan proximodistaal. Op de craniale zijde van de proximale kant van het dijbeen wordt de kop van het dijbeen ondersteund door een afgeronde kam. De "trochanter minor" is sterk ontwikkeld op de craniolaterale hoek van het proximale uiteinde van het dijbeen. De trochanter minor of "kleine draaier" of "kleine rolheuvel" bevindt zich bovenaan (proximaal) aan de binnenzijde van de dijbeenschacht en doet dienst als aanhechtingspunt voor spieren. Het is dicht tegen de trochanter major gedrukt en wordt ervan gescheiden door een diepe spleet. De trochanter major of "grote draaier" of "grote rolheuvel" bevindt zich bovenaan (proximaal) aan de buitenzijde (lateraal) van de dijbeenschacht en doet ook dienst als aanhechtingspunt voor spieren. Een sterk afgeplat en gericheld gebied op de laterale zijde van de trochanter minor geeft waarschijnlijk de aanhechtingsplaats aan van een krachtige musculus ilio−femoralis De musculus ilio-femoralis is een spier die het heupbeen met het dijbeen verbindt. Tussen de trochanter minor en de craniale kam van de dijbeenkop vormt de craniale zijde van het proximale deel van het dijbeen een diepe U-vormige groeve die als verankeringsplaats voor een krachtige musculus pubo−ischio−femoralis internus 2 kan gediend hebben. De "musculus pubo-ischio-femoralis internus 2" is actief tijdens de "zwaaifase" van de tredcyclus. De trochanter major is craniocaudaal meer verbreed dan de dijbeenkop, maar de top ervan ligt iets lager dan de dijbeenkop. De laterale zijde van de trochanter major heeft een grote driehoekige inkeping voor de aanhechting van de musculus ilio−trochantericus 1. De musculus ilio−trochantericus 1 is de spier die de verbinding maakt tussen de heupbeenderen en de trochanter major. De trochanter major vormt een duidelijke afgeronde kam langs de caudolaterale zijde van het dijbeen. Het vierde dijbeenuitsteeksel vormt een slank, driehoekig uitsteeksel langs de caudomediale zijde van het dijbeen. Het "vierde dijbeenuitsteeksel" is een groot uitsteeksel aan de binnenkant van het dijbeen waaraan een sterke spier vastgehecht was die onder de staart doorliep om deze zijdelings te kunnen bewegen. De top van het vierde dijbeenuitsteeksel bevindt zich precies halverwege de lengte van het dijbeen. Over de volledige mediale zijde van het vierde dijbeenuitsteeksel loopt een diepe geul voor de aanhechting van een krachtige musculus caudi−femoralis longus. De musculus caudi−femoralis longus is de lange spier die het dijbeen met de staart verbindt. De groeve tussen de laterale zijde van het vierde dijbeenuitsteeksel en het distaal deel van de caudale kam van de trochanter major kan als de aanhechtingsplaats van de musculus caudi−femoralis brevis beschouwd worden. De musculus caudi−femoralis brevis is de korte spier die het dijbeen met de staart verbindt. De distale condyli zijn craniocaudaal verbreed en hebben gelijkmatig convexe gewrichtsoppervlakken. De mediale condylus is groter dan de laterale. De distale condyli zijn caudaal meer prominent dan craniaal. De condyli zijn craniaal vergroeid en vormen een tunnel die de distale pees van de musculus ilio−tibialis omgaf en beschermde boven de knie. De musculus ilio−tibialis is de spier die het heupbeen met het scheenbeen verbindt. Caudaal zijn de distale condyli gescheiden door een brede en diepe groeve. Het volledige oppervlak van de distale condyli is ruw en heeft sterke verticale richels die erop wijzen dat de condyli bij leven grote kraakbeenkappen droegen.

##### Scheenbeen
Het linkerscheenbeen (tibia), het linkerkuitbeen (fibula), het linkersprongbeen (het sprongbeen of astragalus verbindt het scheenbeen met de voet) en het linkerhielbeen (calcaneum) zijn bij het holotype AEHM 2/845 bewaard gebleven. Deze vier beenderen zijn distaal met elkaar vergroeid (verbeend), wat aantoont dat het holotype van Olorotitan arharensis een oud dier is. Het scheenbeen is even lang als het dijbeen (1.100 mm) en is, vergeleken met andere hadrosauriden, relatief slank. Het kamvormige uitsteeksel aan de voorzijde van de tibia, waaraan de voornaamste strekspier van het bovenbeen bevestigd is, is opmerkelijk korter dan bij andere hadrosauriden. Het beslaat slechts ongeveer het proximale vijfde van het scheenbeen. Het is tamelijk lateraal georiënteerd en vormt een hoek van 90° met de schacht van het scheenbeen. De mediale zijde van de proximale kop van het scheenbeen is gelijkmatig convex. De caudale hoek vormt een grote inwendige condylus dat van de kleinere, laterale condylus gescheiden is door een smalle, diepe groeve. Onder het kamvormige uitsteeksel van het scheenbeen is de schacht lang en recht en is ellipsvormig in doorsnede. Proximaal is de lange as craniocaudaal georiënteerd, maar naar het distale uiteinde wordt de oriëntering mediolateraal. De schacht van het scheenbeen heeft een duidelijke laterale kam die distaal vergroot is. Het vormt de laterale hoek van de uitwendige malleolus. Het distale uiteinde van het scheenbeen is mediolateraal vergroot. De uitwendige malleolus steekt distaal uit. De craniale zijde ervan wordt door het distale uiteinde van het kuitbeen bedekt en het craniodistale oppervlak scharniert met zowel het hielbeen als met het sprongbeen. De interne malleolus steekt opvallend mediaal uit. Het distaal oppervlak ervan scharniert met het sprongbeen. De "malleolus" is het benige, knobbelvormige uitsteeksel aan elke kant van de enkel. Elk been (ook de achterpoot bij Dinosauria) wordt door twee beenderen ondersteund, het scheenbeen aan de binnenzijde (mediaal) van het been, en het kuitbeen aan de buitenzijde (lateraal) van het been. De mediale malleolus is het uitsteeksel aan de binnenkant van de enkel, gevormd door het onderste (distale) uiteinde van het scheenbeen. De laterale malleolus is het uitsteeksel aan de buitenkant van de enkel, gevormd door het onderste uiteinde van het kuitbeen.

##### Kuitbeen

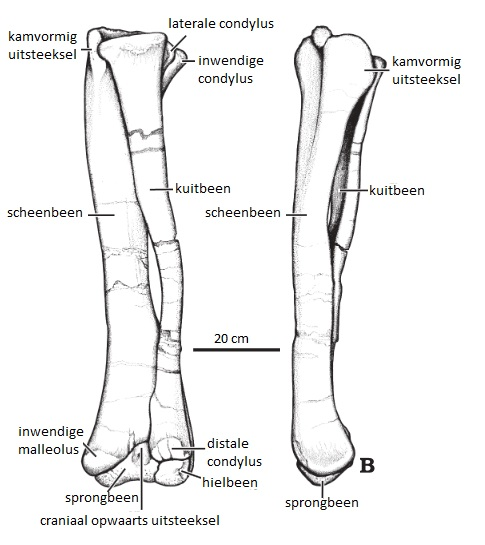
Linkerscheenbeen, kuitbeen, sprongbeen en hielbeen in craniaal (links) en mediaal aanzicht (B) van het holotype AEHM 2/845 van Olorotitan arharensis Godefroit, Bolotsky & Alifanov, 2003. Laat-Maastrichtiaan (Boven-Krijt) van Kundur, Rusland.

Het kuitbeen heeft een lengte van 1.035 mm, is slank en heeft een transversaal samengedrukt proximaal uiteinde dat weinig craniocaudaal verbreed is. Het vormt niet echt een craniale pin zoals bij de meeste lambeosaurinen, bv. Charonosaurus jiayinensis en Amurosaurus riabinini. Distaal verkleint de doorsnede van het kuitbeen geleidelijk en de minimum craniocaudale versmalling van de schacht bevindt zich ver beneden het midden van het been. Distaal buigt de schacht lateraal zodanig dat het distale derde van het been tegen het craniolaterale vlak van het scheenbeen ligt. Het distale uiteinde van het kuitbeen verbreed zich craniaal tot een afgeronde, knotsvormige condylus. De grootte van deze distale verbreding is vergelijkbaar met die bij Lambeosaurus lambei (ROM 1218), Lambeosaurus magnicristatus, Corythosaurus casuarius (ROM 845) en Amurosaurus riabinini, maar het is minder robuust dan bij Parasaurolophus cyrtocristatus en Charonosaurus jiayinensis. Het afgeplatte distaal vlak van het kuitbeen past tegen het dorsale vlak van het hielbeen (calcaneum), terwijl het mediaal deel van de distale verbreding tegen het dorsale vlak van het sprongbeen (astragalus) ligt, lateraal ten opzichte van het opwaarts gericht craniaal uitsteeksel.

##### Sprongbeen
Het sprongbeen heeft een lengte van 110 mm en is dicht tegen het distaal gewrichtsvlak van het scheenbeen gedrukt. Lateraal raakt het het hielbeen. Het dorsolateraal vlak van het sprongbeen past tegen de distale verbreding van het kuitbeen en in ventraal aanzicht lijkt het mediolateraal langer en craniocaudaal meer samengedrukt te zijn dan bij Amurosaurus riabinini. Het driehoekig caudaal opwaarts uitsteeksel is laag en mediolateraal verlengd. Het komt in contact met de caudodistale kant van het scheenbeen. Het ligt mediaal maar, in tegenstelling tot het sprongbeen bij Charonosaurius jiayinensis, vormt het caudaal opwaarts uitsteeksel niet de craniomediale hoek van het sprongbeen. Het craniaal opwaarts uitsteeksel is hoger en is op de craniolaterale hoek geplaatst. In craniaal aanzicht is het sprongbeen bijna driehoekig en lateraal schuin geplaatst, zoals gangbaar is bij Noord-Amerikaanse hadrosauriden. Het is meer symmetrisch bij Amurosaurus riabinini en bijna gelijkzijdig bij Parasaurolophus cyrtocristatus en Charonosaurus jiayinensis. Zoals veel voorkomend is bij lambeosaurinen is het oppervlak van de craniale zijde van het craniaal opwaarts uitsteeksel sterk uitgehold. De ruwe ventrale zijde van het sprongbeen is craniocaudaal regelmatig convex en mediolateraal concaaf.

##### Hielbeen
Het hielbeen is met een lengte van 97 mm klein en is craniocaudaal veel langer dan mediolateraal. Het is ingesloten tussen de craniolaterale zijde van het distale scheenbeen, het ventrale oppervlak van de distale verbreding van het kuitbeen en de laterale zijde van het sprongbeen. De ventrale zijde van het hielbeen is ruw en gelijkmatig afgerond. De laterale zijde is bijna driehoekig en heeft ondiepe uithollingen. De dorsale kant, dat met het distale kuitbeen scharniert, is langer dan de caudale kant dat met het scheenbeen scharniert.

## Houding
Bij het holotype AEHM 2/845 is het scheenbeen even groot als het dijbeen. Bij andere hadrosauriden is het scheenbeen gewoonlijk iets korter dan het dijbeen, evenals bij andere grote Iguanodontia. Het scheenbeen heeft de tendens langer te zijn dan het dijbeen bij kleinere en meer agiele basale Ornithopoda. Agiele dieren, bv. agiele dinosauriërs zijn dinosauriërs die specifiek aangepast zijn aan het rennen. De voorpoten van Olorotitan arharensis en andere hadrosauriden zijn in verhouding tot de achterpoten proportioneel korter dan bij Iguanodon bernissartensis. Daarenboven is bij Olorotitan arharensis en andere hadrosauriden de voorarm proportioneel langer ten opzichte van het opperarmbeen dan bij de meer basale Iguanodontia Mantellisaurus atherfieldensis en Iguanodon bernissartensis. Daarom suggereert de verhouding tussen de voorarm en het opperarmbeen dat Olorotitan arharensis hoofdzakelijk bipedaal was, zoals door Peter Malcolm Galton ook voor andere hadrosauriden gesuggereerd werd. Peter Malcolm Galton is een Brits paleontoloog werkzaam in de Verenigde Staten, en heeft tot op vandaag een honderdtal verhandelingen geschreven als auteur en mede-auteur in wetenschappelijke tijdschriften en boeken over de paleontologie van specifiek de onderorde Ornithischia en de klade Plateosauria (onderorde Sauropodomorpha). Sporenpaden die door hadrosauriden gemaakt werden tonen aan dat sommige dieren zich zowel bipedaal als quadrupedaal verplaatsten en dus, wanneer dat nodig was, van wijze van voortbewegen veranderden.

## Ontogenese
Vele ontogenetische kenmerken van het skelet, zoals de vergroeide (verbeende) borstbeenderen, de vergroeide scheen-, kuit-, hiel- en sprongbeenderen, de met het sacrum (heiligbeen) vergroeide wervellichamen van de wervels rond het sacrum, de vergroeide doornuitsteeksels van de sacrale wervels, de vergroeide staartribben en de vergroeide staartwervellichamen, de aanwezigheid van een extra "gewricht" tussen aangrenzende doornuitsteeksels van de staartwervels en het grote aantal geheelde breuken in het skelet, wijzen erop dat het holotype AEHM 2/845 een volwassen en oud dier was toen het stierf. Het specimen AEHM 2/846 is waarschijnlijk een jonger volwassen dier. Alhoewel het dezelfde afmetingen heeft als AEHM 2/845 zijn de wervellichamen van de wervels rond het sacrum niet met het sacrum vergroeid en zijn de doornuitsteeksels van de sacrale wervels (dus van het sacrum) evenmin vergroeid. Een quadrupedale skeletopstelling van het holotype van Olorotitan arharensis geeft een lengte van acht meter en een hoogte van ongeveer 3,5 meter op het niveau van de heup. De lengte van het dijbeen bedraagt 1.100 mm, wat met de gemiddelde lengte van het dijbeen van volwassen hadrosauriden uit Noord-Amerika overeenstemt.

## Lichaamsomvang

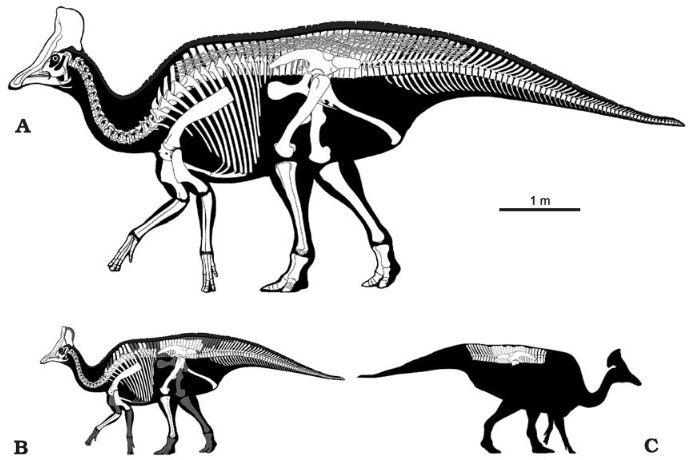
Reconstructie in quadrupedale positie van Olorotitan arharensis Godefroit, Bolotsky & Alifanov, 2003 (AEHM 2-845, holotype) (A + B), met weergave in grijs (B) van de gevonden beenderen, en reconstructie van AEHM 2-846 (C). Laat-Maastrichtiaan (Boven-Krijt) van Kundur, Rusland.

De omtrek ter hoogte van het midden van de schacht van het opperarmbeen en het dijbeen hangt nauw samen met het lichaamsgewicht bij recente landvertebraten. Vertebraten (onderstam Vertebrata) vormen een groep dieren die deel uitmaken van de stam Chordata. Zij hebben een zogenaamde chorda of ruggenmergstreng. Landvertebraten zijn gewervelde dieren die aangepast zijn aan het leven op het land. Anderson et al. stelden twee van recente landvertebraten afgeleide vergelijkingen voor om het lichaamsgewicht van dinosauriërs te schatten; W(eight) = 0.16 Cf 2.73 voor bipedale dinosauriërs en W(eight) = 0.078 Chh+f 2.73 voor quadrupedale dinosauriërs. 'Cf' staat voor de omtrek ter hoogte van het midden van de schacht van het dijbeen en Chh+f(emur) staat voor de som van de omtrekken ter hoogte van het midden van de schacht van het opperarmbeen en het dijbeen. Het geschatte gewicht voor het holotype AEHM 2/845 van Olorotitan arharensis bedraagt 2.635 kg indien het dier hoofdzakelijk bipedaal was, en 3.422 kg indien het hoofdzakelijk quadrupedaal was. Het reële gewicht zal zich allicht tussen beide waarden bevonden hebben. In 2010 schatte Gregory S. Paul het gewicht op 3,1 ton bij een lichaamslengte van acht meter. Deze schattingen komen overeen met de berekeningen van Anderson et al. voor Hypacrosaurus altispinus (CMN 8501: 2.000 kg), Edmontosaurus regalis (CMN 2289: 3.800 kg) en Edmontosaurus annectens (AMNH 5730: 4.000 kg), en met de berekeningen van Evans voor Hypacrosaurus altipinus (CMN 8501: 2.000 tot 3.300 kg).

## Verwantschap
Een fylogenetische analyse om de verwantschappen van Olorotitan arharensis binnen de onderfamilie Lambeosaurinae vast te stellen werd in 2011 door Godefroit, Bolotsky en Alifanov gebaseerd op gegevens uit onderzoek van Evans en Reisz. Sommige eigenschappen (onderzoekspunten) werden gewijzigd en 23 kenmerken uit de globale analyse van de familie Hadrosauridae door Prieto−Márquez werden toegevoegd. De volgende taxa maakten deel uit van de analyse: Pararhabdodon isonensis, Koutalisaurus kohlerorum en Arenysaurus ardevoli. Velafrons coahuilensis en Sahaliyania elunchunorum maakten eerst deel uit van deze analyse maar werden daarna weer verwijderd omdat zij aanzienlijke instabiliteit in de fylogenetische analyse veroorzaakten in de vorm van een polytomie die de totale geslachtengroep Corythosaurini omvatte. Een "polytomie" is een deel van een fylogenie waarin de verwantschappen niet volledig tot dichotomieën kunnen herleid worden en waardoor dus meervoudige vertakkingen ontstaan. Probactrosaurus gobiensis Rozhdestvensky 1966, Bactrosaurus johnsoni Gilmore 1933 en Gryposaurus notabilis Lambe 1914 werden als referentietaxa gebruikt. "Referentietaxa" (Engels: "outgroups") zijn taxa die dienen als referentiegroep bij het bepalen van de evolutionaire verwantschap tussen drie of meer monofyletische groepen. De referentiegroep wordt gebruikt als vergelijkingspunt voor de taxa waarvoor de fylogenetische verwantschappen bepaald worden. Daar de richting van verandering van eigenschappen enkel op een "fylogenetische boom" (Engels: "rooted tree", "rooted phylogeny") bepaald kan worden, is de keuze van de referentiegroep essentieel om de evolutionaire wegen in een fylogenie te begrijpen. De referentiegroep wordt verondersteld nauw verwant te zijn met de taxa waarvoor de fylogenetische verwantschappen bepaald worden, maar minder nauw verwant dan om het even welke van die taxa onderling verwant zijn. Het "evolutionair resultaat" van deze vastgestelde verwantschappen is dat de referentiegroep een gemeenschappelijke voorouder heeft met de taxa waarvoor de fylogenetische verwantschappen bepaald worden en dat deze gemeenschappelijke voorouder ouder is dan de gemeenschappelijke voorouder van deze taxa. Om de verwantschappen van Olorotitan arharensis binnen de onderfamilie Lambeosaurinae vast te stellen werden 118 eigenschappen gelijkwaardig geanalyseerd met TNT 1.1. "TNT" is de afkorting van "Tree analysis using New Technology" en is een applicatie die ontworpen werd voor het uitvoeren van fylogenetische analyses onder het principe van parcimonie. Het maakt gebruik van zeer snelle algoritmen voor het opsporen van de meest parcimone "fylogenetische bomen".
Het resultaat van de maximum-parcimonie-analyse was één fylogenetische boom met 175 niveaus. De consistentie-index (CI) bedraagt 0,76. Deze index meet de consistentie van een fylogenetische boom ten opzichte van een verzameling van gegevens. Het bepaalt de minimumhoeveelheid homoplasie dat door de fylogenetische boom geïmpliceerd wordt. De consistentie-index wordt berekend door het minimumaantal mutaties in een verzameling gegevens te tellen en het te delen door het werkelijke aantal mutaties dat nodig bleek voor de opstelling van de fylogenetische boom of voor de opstelling van het cladogram. De retentie-index (RI) bedraagt 0,83. Deze index is bedoeld als een verbetering van de consistentie-index voor bepaalde toepassingen en meet de hoeveelheid homoplasie en in welke mate synapomorfieën de fylogenetische boom verklaren. De retentie-index wordt berekend door het maximumaantal mutaties in een fylogenetische boom minus het aantal mutaties in de boom te delen door het maximumaantal mutaties in een boom minus het minimumaantal mutaties in de verzameling gegevens dat gebruikt wordt om de boom op te stellen. De in 2011 door Godefroit et al. verkregen fylogenetische boom is gelijkaardig aan die welke eerder door Godefroit et al., Evans en Reisz, Pereda−Suberbiola et al., en Evans gepubliceerd werden. Aralosaurus tuberiferus, Tsintaosaurus spinorhinus, Jaxartosaurus aralensis en Amurosaurus riabinini vormen een reeks Aziatische taxa en Pararhabdodon isonensis en Arenysaurus ardevoli zijn twee Europese taxa die opeenvolgende "outgroups" (referentietaxa) vormen van een grotere klade van de geslachtengroep Parasaurolophini (taxa die nauwer verwant zijn met Parasaurolophus walkeri dan met Corythosaurus casuarius) en van de geslachtengroep Corythosaurini (taxa die nauwer verwant zijn met Corythosaurus casuarius dan met Parasaurolophus walkeri).

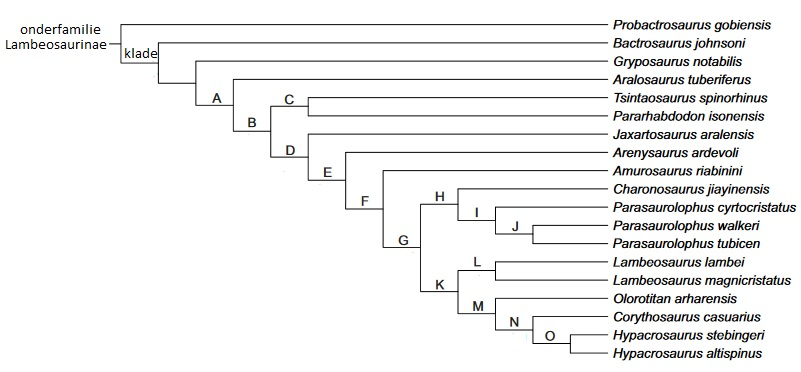
Meest parcimone fylogenetische boom van de onderfamilie Lambeosaurinae gebaseerd op gegevens van en fylogenetische analyses door Evans en Reisz (2007), Prieto−Márquez (2010a) en Godefroit et al. (2011). A = Lambeosaurinae, H = geslachtengroep Parasaurolophini, I = Parasaurolophus, K = geslachtengroep Corythosaurini, L = Lambeosaurus, O = Hypacrosaurus.

Zoals voorheen door Prieto−Márquez en Wagner en Prieto−Márquez ontdekt werd, worden de Europese Pararhabdodon isonensis en de Aziatische Tsintaosaurus spinorhinus als zustertaxa van Olorotitan arharensis gevonden. Olorotitan arharensis wordt in de geslachtengroep (klade) Corythosaurini geplaatst. De species vertoont de volgende ondubbelzinnige apomorfieën: het caudolaterale uitsteeksel van de premaxilla is verlengd boven het prefrontale been, de holle schedelkam is verhoogd tot een grote, verticale "waaier", het rostrale einde van de neusbeenderen past in de ventrale rand van het caudodorsale uitsteeksel van de premaxilla, er zijn meer dan dertien halswervels, en het spaakbeen is langer dan het opperarmbeen. De fylogenetische verwantschap binnen de Corythosaurini tussen Olorotitan arharensis, Corythosaurus casuarius, Hypacrosaurus stebingeri, en Hypacrosaurus altispinus is bijzonder slecht ondersteund. Olorotitan arharensis wordt geplaatst als het zustertaxon van Corythosaurus casuarius, Hypacrosaurus stebingeri en Hypacrosaurus altispinus. Het cladogram van Prieto−Márquez verschilt met het cladogram van Godefroit et al. in de omgekeerde positie van de Russische lambeosaurinen Olorotitan arhanrensis en Amurosaurus riabinini. Prieto−Márquez stelde de hypothese op dat Amurosaurus riabinini nauwer verwant is met Corythosaurus sp., Lambeosaurus sp. en Hypacrosaurus stebingeri en dat Olorotitan arharensis een meer basale positie in het cladogram inneemt als het zustertaxon van de klade Corythosaurini + Parasaurolophini.

## Systematische paleontologie
Hieronder wordt de systematische positie van de soort Olorotitan arharensis Godefroit, Bolotsky & Alifanov (2003) in de klasse Reptilia weergegeven:
Klasse Reptilia Laurenti, 1768
Klade Eureptilia Olson, 1947
Klade Romeriida Gauthier et al., 1988
Klade Diapsida Osborn, 1903
Klade Neodiapsida Benton, 1985
Klade Sauria Macartney, 1802
Klade Archosauromorpha von Huene, 1946
Klade Archosauriformes Gauthier, 1986
Klade Crurotarsi Sereno & Arcucci, 1990
Klade Archosauria Cope, 1869
Klade Avemetatarsalia Benton, 1999
Klade Ornithodira Gauthier, 1986
Klade Dinosauromorpha Benton, 1984
Klade Dinosauriformes Novas, 1992
Superorde Dinosauria Owen, 1842
Orde Ornithischia Seeley, 1887
Klade Genasauria Paul Sereno, 1986
Klade Neornithischia Cooper, 1985
Klade Cerapoda Sereno, 1986
Onderorde Ornithopoda Marsh, 1881
Klade Iguanodontia Louis Dollo, 1888
Klade Dryomorpha Sereno, 1986
Klade Ankylopollexia Sereno, 1986
Klade Styracosterna Sereno, 1986
Klade Hadrosauriformes Sereno, 1997
Superfamilie Hadrosauroidea Cope, 1869
Familie Hadrosauridae Cope, 1869
Onderfamilie Lambeosaurinae Parks, 1923
Geslachtengroep (klade) Corythosaurini (of Lambeosaurini) Glut, 1997
Geslacht Olorotitan Godefroit, Bolotsky & Alifanov, 2003
Soort Olorotitan arharensis Godefroit, Bolotsky & Alifanov, 2003

## Oorsprongsgebied en verspreiding
Door onderzoek van Godefroit et al., Pereda−Suberbiola et al., Prieto−Márquez en Wagner, Prieto−Márquez en Cruzado−Caballero et al. is een Aziatische oorsprong voor de lambeosaurinen algemeen aanvaard. Het voorkomen van de Europese soorten Pararhabdodon isonensis en Arenysaureus ardevoli kan volgens Pereda−Suberbiola et al., Prieto−Márquez en Wagner, Prieto−Márquez en Cruzado−Caballero et al. verklaard worden door radiaties vanuit Azië tijdens het vroege of midden-Campaniaan. Andere belangrijke verbanden tussen de dinosauriërfauna's van Azië en Europa zijn de aanwezigheid van de basale Hadrosauroidea Telmatosaurus transsylvanicus en Tethyshadros insularis, Neoceratopia en Dromaeosauridae. De basale positie van de Iberische lambeosaurinen geeft aan dat de verbinding met Azië waarschijnlijk voor het Maastrichtiaan onderbroken was.
Tijdens het Laat-Campaniaan bereikten de lambeosaurinen het westen van Noord-Amerika waar zij door uitgebreide cladogenese tot de Corythosaurini en Parasaurolophini kladen evolueerden. Het voorkomen van een "basale" lambeosaurine (Amurosaurus riabinini), een soort van de Parasaurolophini-klade (Charonosaurus jiayinensis) en een soort van de Corythosaurini-klade (Olorotitan arharensis) in het Maastrichtiaan van het Amur−Heilongjiang-gebied geeft aan dat op het einde van het Krijt op zich staande fylogenetische lijnen lambeosaurinen zich tussen het westen van Noord-Amerika en Oost-Azië verspreidden. In 2008 toonde Fiorillo aan dat de Beringlandbrug (Beringië), dat het noordoosten van Azië, het noordwesten van Noord-Amerika en de vermoedelijke landverbinding tussen de twee gebieden omvatte, formeel in de tijd zou moeten teruggebracht worden tot in het Krijt, en dat het eerder geworteld is in de geschiedenis van zijn accretie dan in de geschiedenis van zijn klimaat. Accretie is onder meer een geologisch proces waarbij sediment aan een kustlijn of een rivierbank toegevoegd wordt waardoor het landoppervlak vergroot wordt. De meest opmerkelijke landmassa-accretie is de afzetting van alluvium, dat dikwijls edele metalen bevat, op rivieroevers en in rivierdelta's. Godefroit et al. toonden aan dat de Kakanaut-dinosauriërfauna (Kakanautformatie) van Chukotka (Noordoost-Rusland) uit het laat-Maastrichtiaan meer gelijkenis vertoont met de Hell Creek-fauna van westelijk Noord-Amerika dan met de synchrone Amur−Heilongjiang-fauna. Daarom kunnen de belangrijke verschillen tussen de laat-Maastrichtiaan-dinosauriërfauna's van het Amur-Heilongjian-gebied (lambeosaurinen dominant, Ceratopia afwezig) en van westelijk Noord-Amerika (Ceratopia dominant, lambeosaurinen volledig of vrijwel volledig afwezig) niet eenvoudigweg verklaard worden door de opening van de Bering Straat tijdens het Maastrichtiaan, maar weerspiegelen waarschijnlijk paleoecologische verschillen tussen deze gebieden.
De schijnbaar onregelmatige verspreiding van hadrosauride genera in vindplaatsen in het Midden- of Bovenste-Maastrichtiaan van het Amur-Heilongjiang-gebied is eerder verrassend. Voorlopig zijn er vier belangrijke vindplaatsen bekend langs de grenzen van het sedimentair bekken Zeya-Bureya. De afstanden tussen de vindplaatsen zijn verwaarloosbaar en al de hadrosauriden werden in dezelfde Wodehouseia spinata-Aquilapollenites subtilis-palynozone ontdekt (Udurchukanformatie, Tsagayangroep van het Verre Oosten van Rusland en Noordoost-China), wat aangeeft dat, uit geologisch standpunt, deze hadrosauriden ruwweg synchroon voorkwamen. Charonosaurus jiayinensis komt enkel voor in de paleosite van Jiayin, Amurosaurus riabinini en Kerberosaurus manakini enkel te Blagoveschensk, Sahaliyania elunchunorum en Wulagasaurus dongi enkel te Wulaga en Olorotitan arharensis en Kundurosaurus nagornyi enkel te Kundur. Daarom leidden paleoecologische factoren, die nog moeten onderzocht worden, waarschijnlijk tot een belangrijke opdeling van de habitat van de Oost-Aziatische hadrosauride fauna's tijdens het Maastrichtiaan. Dezelfde habitat opdeling werd ook vastgesteld bij Noord-Amerikaanse hadrosauriden. Habitat opdeling tussen soorten die een groot verspreidingspotentieel hebben doet vermoeden dat er veel concurrentie was voor het beschikbare voedsel tussen de populaties hadrosauriden in het Amur−Heilongjiang-gebied. Bij recente grote gewervelden vereist habitat opdeling gewoonlijk een ingewikkeld sociaal leven. Men neemt aan dat de schedelkammen van hadrosauriden voor zowel visuele als vocale communicatie dienden bij soortherkenning, soortgebonden gevechten, soortgebonden vertoon, seksueel vertoon, ouder-nakomelingcommunicatie en sociale hiërarchie. De schedelkammen kunnen dus succesvol paren bevorderd hebben binnen soorten die dicht naast elkaar leefden door als genetische isolatie mechanismen te werken.